# Grenchen
Grenchen (im lokalen Dialekt Gränche; französisch Granges) ist eine Stadt, politische Gemeinde und der Hauptort des Bezirks Lebern im Kanton Solothurn in der Schweiz. Einwohnermässig ist Grenchen die zweitgrösste Stadt des Kantons Solothurn (nach Olten und vor Solothurn). Grenchen ist insbesondere als eines der Zentren der Schweizer Uhrenindustrie bekannt, die seit über 150 Jahren in der Stadt ansässig ist.

## Geographie
Die Stadt liegt am Jurasüdfuss zwischen den Städten Solothurn (ca. 10 km östlich) und Biel/Bienne (ca. 10 km westlich).
Grenchen hat im Norden Anteil an der Jurakette – der höchste Punkt des Stadtgebiets liegt auf rund 1405 m ü. M. im Bereich des Grenchenbergs. Das Stadtgebiet reicht von den Jurahöhen über die Südflanke der ersten Jurakette (Jurasüdfuss) über die ausgedehnte Aareebene (siehe auch Grenchner Witi) bis an die Aare. Das Stadtzentrum liegt auf rund 450 m ü. M. unterhalb des Jurasüdfusses.
Grenchen grenzt im Norden, Westen und Süden an den Kanton Bern. Aufgrund dieser Lage grenzt die Stadt an sechs bernische, aber bloss zwei solothurnische Gemeinden. Die Nachbargemeinden von Norden beginnend im Uhrzeigersinn sind Court BE, Selzach, Bettlach, Arch BE, Rüti bei Büren BE, Büren an der Aare BE, Lengnau BE und Romont BE.
Zur Stadt Grenchen gehört auch die Ortschaft Staad an der Aare.
Mit 26,03 km² ist Grenchen die flächenmässig zweitgrösste Gemeinde des Kantons (nach Mümliswil-Ramiswil mit 35,48 km²). Unter den solothurnischen Städten weist Grenchen die mit Abstand grösste Fläche auf (Olten: 11,49 km²; Solothurn: 6,28 km²).

## Bevölkerung

### Bevölkerungsentwicklung
| Bevölkerungsentwicklung | Bevölkerungsentwicklung | Bevölkerungsentwicklung | Bevölkerungsentwicklung | Bevölkerungsentwicklung | Bevölkerungsentwicklung | Bevölkerungsentwicklung | Bevölkerungsentwicklung | Bevölkerungsentwicklung | Bevölkerungsentwicklung | Bevölkerungsentwicklung |
| ----------------------- | ----------------------- | ----------------------- | ----------------------- | ----------------------- | ----------------------- | ----------------------- | ----------------------- | ----------------------- | ----------------------- | ----------------------- |
| Jahr                    | 1796                    | 1850                    | 1900                    | 1930                    | 1950                    | 1960                    | 1970                    | 1980                    | 2000                    | 2020                    |
| Einwohner               | 754                     | 1581                    | 5202                    | 10'397                  | 12'650                  | 18'000                  | 20'051                  | 16'800                  | 15'938                  | 17'915                  |

### Religionen – Kirchen
Die Bevölkerung war bis zu Beginn des 20. Jahrhunderts überwiegend römisch-katholisch. Durch die starke Industrialisierung in der zweiten Hälfte des 19. Jahrhunderts und in der ersten Hälfte des 20. Jahrhunderts sowie durch die Grenzlage zum protestantisch geprägten Kanton Bern nahm der Anteil evangelisch-reformierter Einwohner in dieser Zeit deutlich zu. In den 1970er-, 1980er- und 1990er-Jahren kamen zudem erstmals Muslime, Buddhisten und Hinduisten in die Stadt.
Ende 2022 waren 26 % der Gesamtbevölkerung Grenchens römisch-katholisch, 24 % reformiert und 50 % gehörten keiner Landeskirche an (andere christliche Konfession, andere Religion oder konfessionslos).
Heute sind in der Stadt Grenchen eine römisch-katholische, eine evangelisch-reformierte, eine christkatholische und eine neuapostolische Kirchgemeinde sowie drei evangelische Freikirchen (evangelisch-methodistische Kirche, BewegungPlus und Gemeinde für Christus) vertreten. Zudem gibt es eine Moschee und einen Hindu-Tempel.

## Geschichte
Erstmals wird der Ort 1131 als Granechun erwähnt. Der Name geht auf das galloromanische graneca bzw. das lateinische granicum oder auch grangium zurück und bedeutet Getreidespeicher.
Die Gegend war schon seit der Antike besiedelt, wie z. B. die Überreste eines römischen Gutshofs im Breitholz bezeugen. In der Nähe fand man einen vorgeschichtlichen Schalenstein. Bei den Ausgrabungsarbeiten 1940/1941 kamen eine Tonscherbe und ein Bronzering zu Tage. An der Jurastrasse wurden bei baubegleitenden Untersuchungen von 2006/07 und Ausgrabungen von 2011 römische Münzen der späten Republik und des frühen Kaiserreichs gefunden.
Die westliche und die östliche Gemeindegrenzen verlaufen in der Grenchner Witi und im Stadtgebiet mehrheitlich parallel und haben einen Abstand von genau 10'000 römischen Fuss, das sind 2,96 km.
Aus dem 10. Jahrhundert stammt die Burg Grenchen («Bettleschloss»), die sich heute auf dem Gemeindegebiet von Bettlach befindet. Handelte es sich anfänglich um eine Holzburg, wurde sie Mitte des 12. Jahrhunderts von den Freiherren von Grenchen durch einen Steinbau mit Wehrcharakter ersetzt. Die Burg brannte um das Jahr 1200 aus, wurde aber wieder hergerichtet. In der ersten Hälfte des 13. Jahrhunderts erbten die Grafen von Strassberg, die ihren Stammsitz bei Büren a. A. hatten, die Burg, welche fortan nur noch von Dienstleuten bewohnt wurde. Anfang des 14. Jahrhunderts gab man die Burg endgültig auf und überliess sie dem Zerfall. Sie erscheint bis um 1400 in den Handänderungsurkunden. Die Ruine wurde Ende des 16. Jahrhunderts als Steinbruch für den 1583 beschlossenen Bau des Gefängnisturms in Grenchen gebraucht und um 1920 wissenschaftlich untersucht.
Der Gefängnisturm in der ehemaligen Burg wurde 1806 abgebrochen; und seine Steine wurden beim Bau der neuen römisch-katholischen Kirche gebraucht. Somit besteht die heutige St.-Eusebius-Kirche zum Teil aus Steinen der Burg Grenchen; auch die Grabplatten der Herren von Grenchen, welche in der alten Kirche beigesetzt waren, wurden für das Fundament der neuen Kirche verwendet. Allerdings besass der Turm noch nicht das heutige Spitzdach, sondern ein Helmdach.
Ein frühes Gemälde zeigt die Ortschaft Grenchen als kleines Dorf in einer offenen, grünen Landschaft. Der Flurname «Kastels» (um 1875 noch «Kastelsfeld») für das nordöstliche Wohnquartier und das Schulhaus der Stadt bezieht sich eventuell auf die im Waldhang oberhalb (auf rund 800 m ü. M.) gelegene Burgruine oder auf die im Kastels vorhandene römische Villa, deren Reste 2015 untersucht wurden.
In der Phase der Regeneration (1830–1848) war Grenchen ein Zentrum der liberalen Erneuerung und der radikal-demokratischen Gesinnung. So war Grenchen am Balsthaler Volkstag (1830), auf dem die demokratische Neuordnung des Kantons festgelegt wurde, stark beteiligt. 1835–1837 fanden verschiedene, im Ausland verfolgte Radikaldemokraten, unter anderen auch Karl Mathy (Baden) und Giuseppe Mazzini (Italien), in Grenchen Zuflucht.
Ab 1851 begann in Grenchen unter den Pionieren Josef Girard und Urs Schild die industrielle Uhrenherstellung, die das Wirtschaftsleben der Stadt bis heute dominiert. Im Jahr 1857 erhielt Grenchen mit der Linie Biel–Solothurn der Schweizerischen Centralbahn (SCB) den ersten Eisenbahn-Anschluss (Bahnhof Grenchen Süd), der das Uhrengeschäft merklich belebte. 1927 wurde die Linie elektrifiziert, 1932 auf Doppelspur ausgebaut.
1913 streikten die Bauarbeiter des Grenchen-Moutier-Tunnels. 1915 wurde Grenchen mit der Eröffnung des Grenchenbergtunnels zusätzlich an die Jurabahn und damit an die internationale Nord-Süd-Transversale Frankreich–Basel–Bern–Lötschberg–Simplon–Italien angeschlossen (Bahnhof Grenchen Nord).
Auf Initiative von Gemeindeammann Euseb Vogt wurde 1873 ein Spitalfonds gegründet. Vogt wollte nicht länger zusehen, dass die wachsende Grenchner Bevölkerung – wenn auch ab 1915 mit einer improvisierten Notfall-Station ausgestattet – gegenüber jener des Raumes Solothurn benachteiligt war. Dies verstiess auch gegen die in den liberalen Verfassungen des 19. und 20. Jahrhunderts garantierte Rechtsgleichheit. Dennoch konnte ein eigenes Spital letztlich erst 1953 finanziert und realisiert werden. In den letzten Jahren wurde dieses allerdings im Gefolge von Kostensenkungs-Anstrengungen redimensioniert, im Mittelpunkt standen zuletzt Leistungen der inneren Medizin. Die Schliessung erfolgte im Jahr 2011.
Im Sommer 1916 demonstrierten Frauen auf dem Marktplatz gegen die hohen Lebensmittelpreise. 1918 wurden beim landesweiten Generalstreik in Grenchen drei junge Arbeiter von Truppen der Schweizer Armee erschossen. Im Zweiten Weltkrieg arbeiteten viele Grenchner Industriebetriebe für Hitler-Deutschland, einer davon belegte auf einer «schwarzen Liste» der Alliierten gesamtschweizerisch vom Umsatz her den 5. Rang.
1931 wurde ein Regionalflugplatz mit Konstruktionswerkstätte eröffnet. Der Flughafen Grenchen entwickelte sich in der Folge zu einem der wichtigsten Regionalflughäfen der Schweiz.
In den 1970er Jahren führte die nach den 1930er Jahren zweite grosse Uhrenkrise zu einem starken Bevölkerungsschwund in der Stadt. Ab 1983 erlebte die Stadt mit der Produktion der Swatch einen erneuten Aufschwung, der bis heute anhält.

Luftbild (1947)

2013 wurde in Grenchen mit dem Velodrome Suisse (seit 2017 Tissot Velodrome) die modernste Hallenradrennbahn der Schweiz (und Nationalstadion des Schweizer Radsports) eingeweiht.

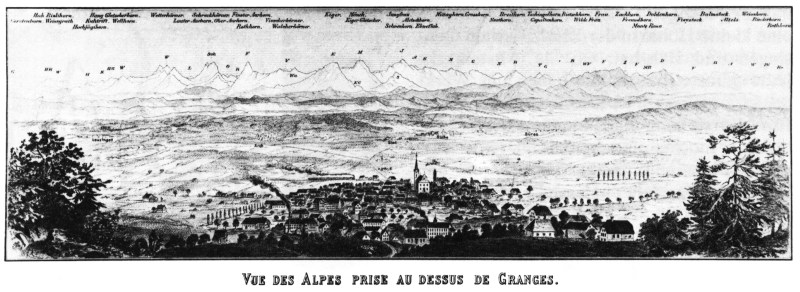
Historische Sicht auf Grenchen und die Alpen
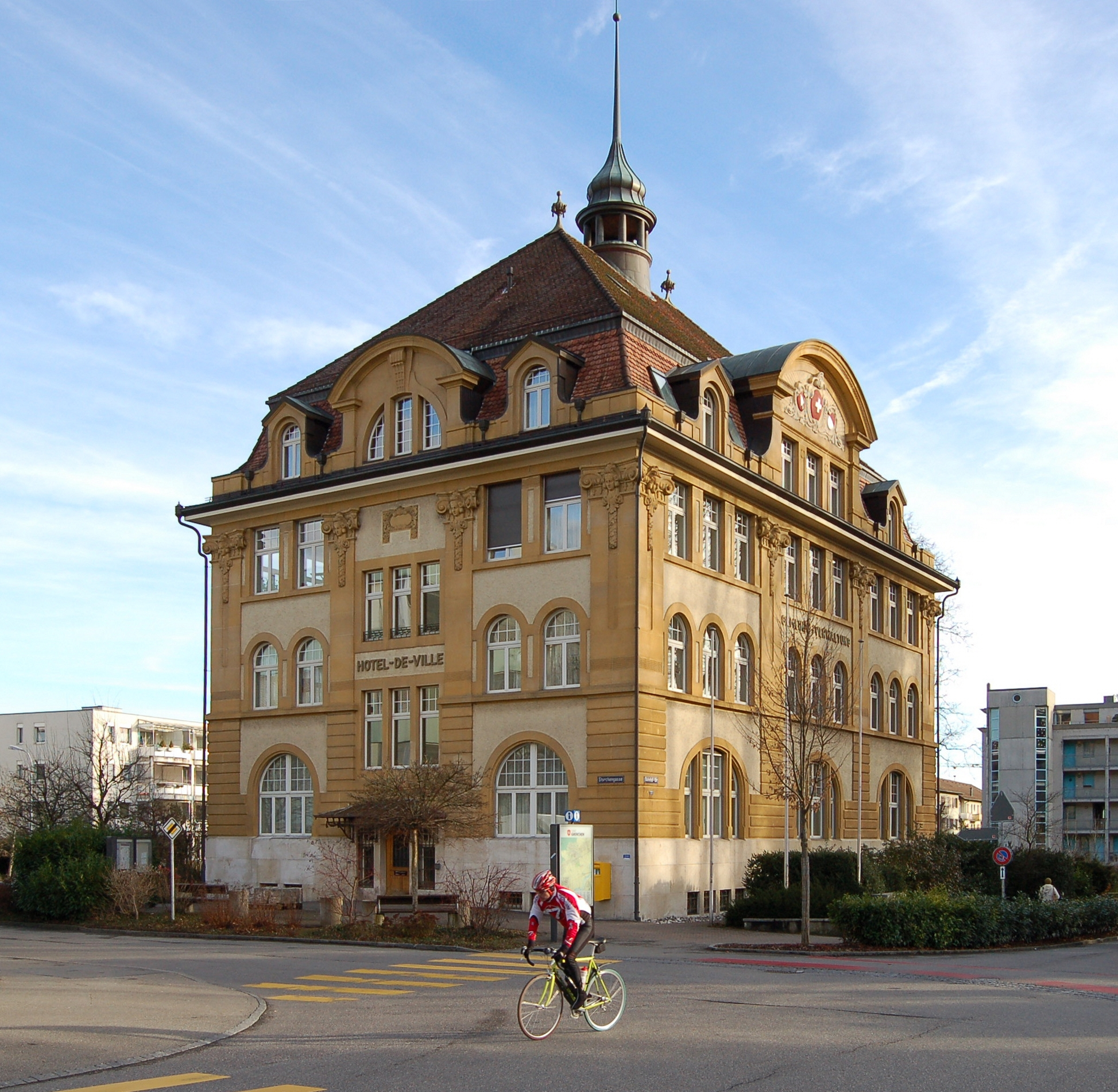
Stadtverwaltung, erbaut 1908
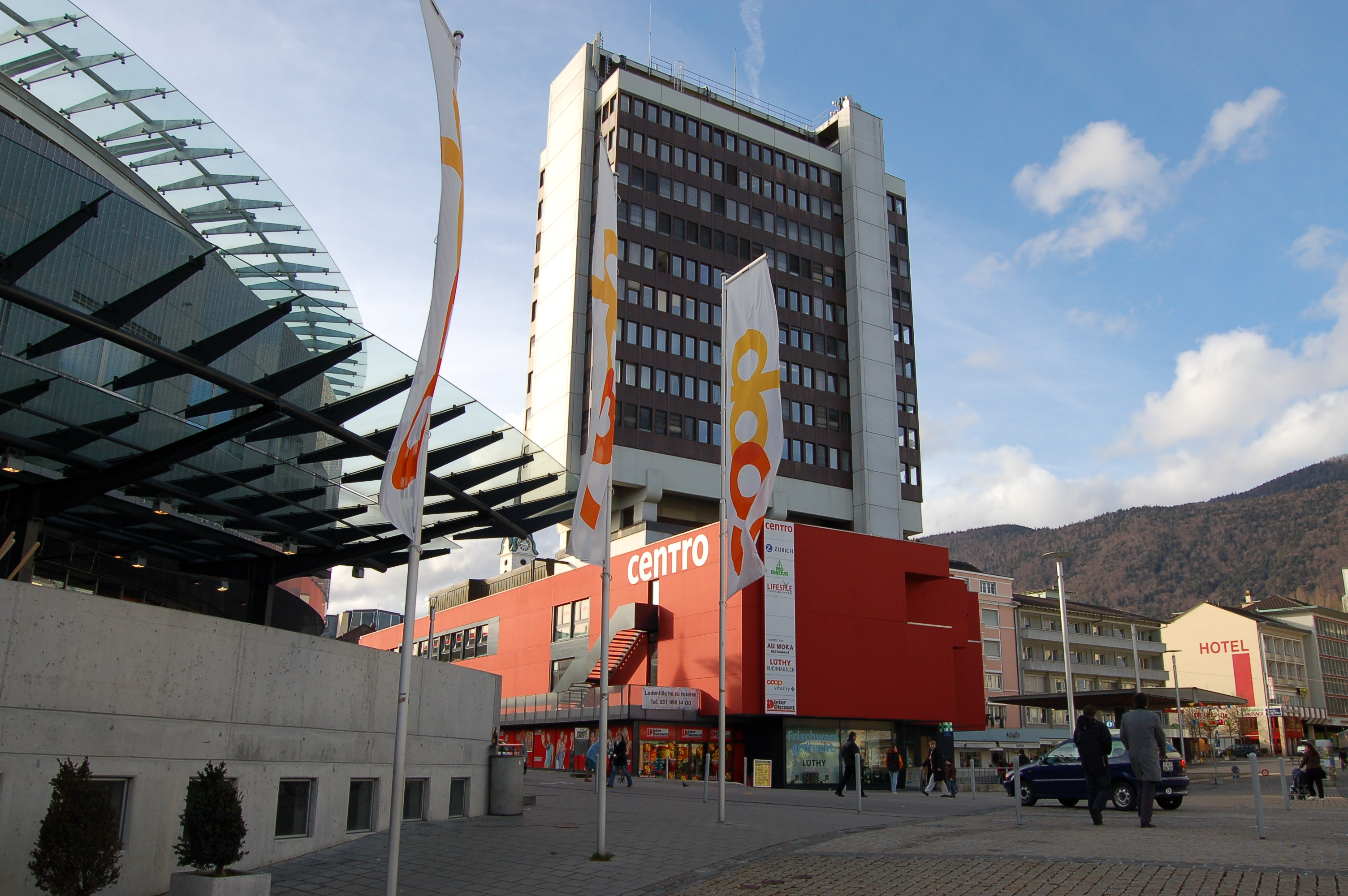
Verkehrsberuhigte Innenstadt
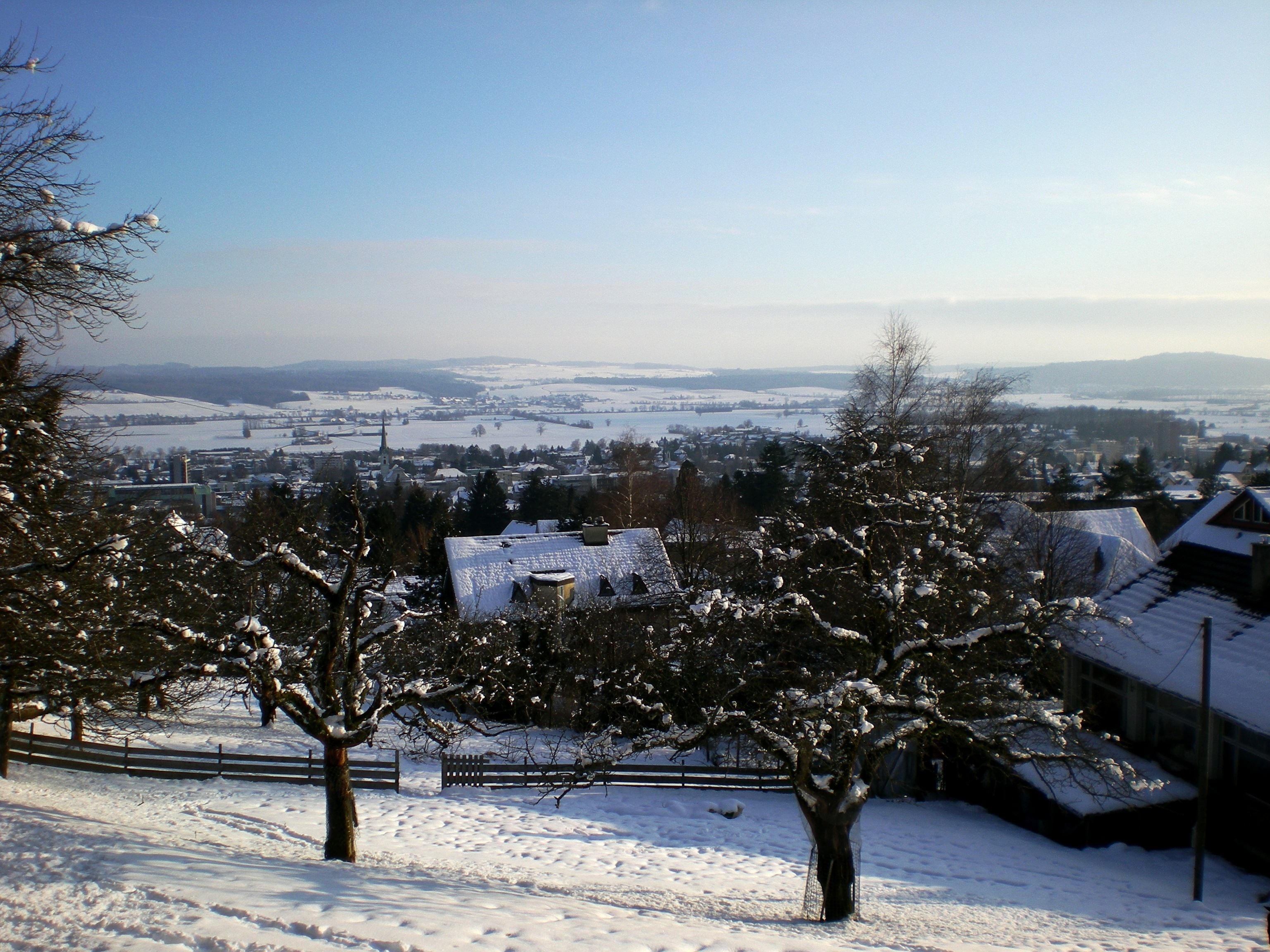
Grenchen im Winter

## Politik

### Legislative
Die gesetzgebende Behörde und oberstes Organ der Stadt Grenchen ist die basisdemokratische Gemeindeversammlung, also die Versammlung aller stimmberechtigten Einwohner. Den Vorsitz hat der Stadtpräsident. Die Gemeindeversammlung tritt in der Regel zwei Mal jährlich im Juni (Rechnung) und Dezember (Budget) zusammen. Je nach Geschäftslage können ausserordentliche Gemeindeversammlungen einberufen werden.

### Exekutive
- SP: 4
- GLP: 1
- CVP: 2
- FDP: 3
- SVP: 5

Der Gemeinderat ist das vollziehende und verwaltende Organ der Stadt Grenchen. Der Gemeinderat, dem auch der Stadtpräsident und der Vize-Stadtpräsident angehören, zählt 15 Mitglieder. Den Vorsitz hat der Stadtpräsident. Der Gemeinderat tagt in der Regel einmal pro Monat (jeweils an einem Dienstag) in seinem Sitzungssaal im Parktheater. Die Sitzungen sind öffentlich. Die rechts stehende Grafik zeigt die Sitzverteilung im Gemeinderat nach der Wahl vom 25. April 2021.
Stadtpräsident ist seit 22. September 2013 François Scheidegger (FDP). Als Vize-Stadtpräsident amtet seit dem 21. Mai 2017 Remo Bill (SP).
Siehe auch: Liste der Stadtpräsidenten von Grenchen

### Judikative
Das Richteramt Solothurn-Lebern ist das für die Stadt Grenchen zuständige erstinstanzliche Gericht für Verfahren in Zivil- und Strafsachen.

### Nationale Wahlen
Bei den Schweizer Parlamentswahlen 2019 betrugen die Wähleranteile in Grenchen: SVP 29,4 %, SP 21,0 %, FDP 16,7 %, CVP 12,0 %, glp 7,7 %, Grüne 6,7 %, BDP 3,4 %, EVP 1,1 %, Hanf-Partei 1,1 %.

### Wappen
Das Wappen zeigt in den Farben Rot und Weiss eine aufrecht stehende Pflugschar, von oben gesehen, mit drei Nietlöchern. Es existiert so seit mindestens dem 17. Jahrhundert.

### Städtepartnerschaften und Patenschaften
Es existieren Partnerschaften mit folgenden Städten und Gemeinden:
- Neckarsulm (Deutschland), seit 1988[23]
- Sélestat (Frankreich), seit 1988
- Patendorf Unterschächen (Schweiz, Kanton Uri), seit 1968

### Labels
Seit 2004 trägt die Stadt Grenchen das Label Energiestadt und 2018 wurde Grenchen von der UNICEF mit dem Label «Kinderfreundliche Gemeinde» ausgezeichnet und 2022 rezertifiziert.

## Bildung
Die Stadt Grenchen bietet vom Kindergarten über die Primarschule bis zur Oberstufe alle Schultypen der obligatorischen Volksschule. Zudem sind in Grenchen weitere berufsbildende Schulen ansässig.

### Schulhäuser
- Schulhaus Eichholz
- Schulhaus Kastels
- Schulhaus Halden
- Schulhaus I Zentrum

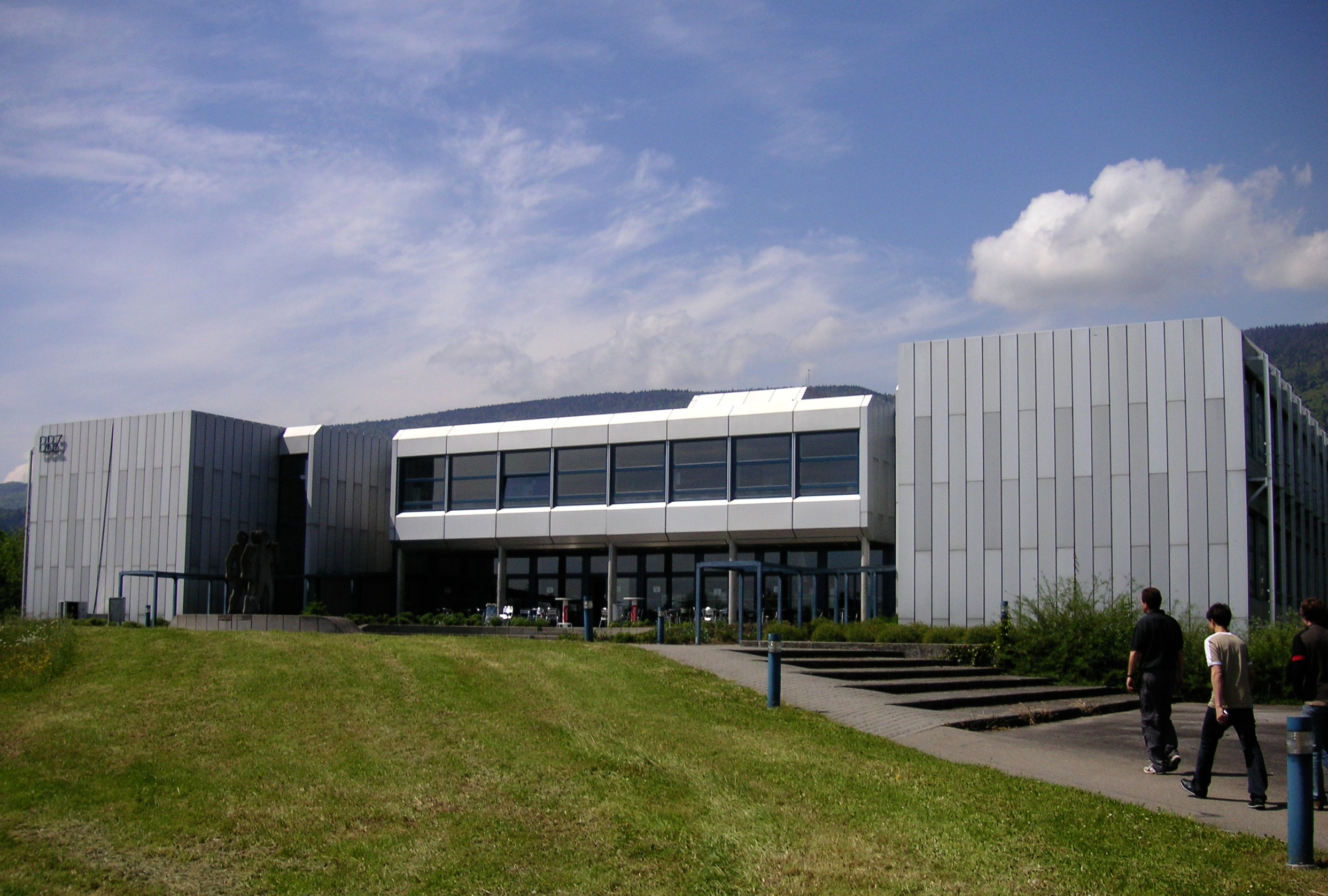
Berufsschulzentrum Grenchen

- Schulhaus II Zentrum (erbaut 1883)
- Schulhaus III Zentrum (erbaut 1912)
- Schulhaus IV Zentrum

### Berufs- und Volkshochschulen
- Höhere Fachschule für Technik Mittelland
- Gewerblich-Industrielle Berufsfachschule GiBs
- Institut für Fertigungstechnologie
- MMTS – MultimediaTec Swiss
- Volkshochschule Region Grenchen
- ZeitZentrum
- Flugschule

### Bibliothek und Archiv
In Grenchen steht der Bevölkerung eine Stadtbibliothek mit einem Bestand von rund 44.000 Medien zur Verfügung. Sie beherbergt seit 2021 das Schweizer Krimiarchiv. Für ein umfassenderes Angebot ist die Zentralbibliothek Solothurn in der Region zuständig.
Das Stadtarchiv Grenchen befindet sich im denkmalgeschützten «Schulhaus II» von 1883.

## Wirtschaft und Infrastruktur

### Privatunternehmen

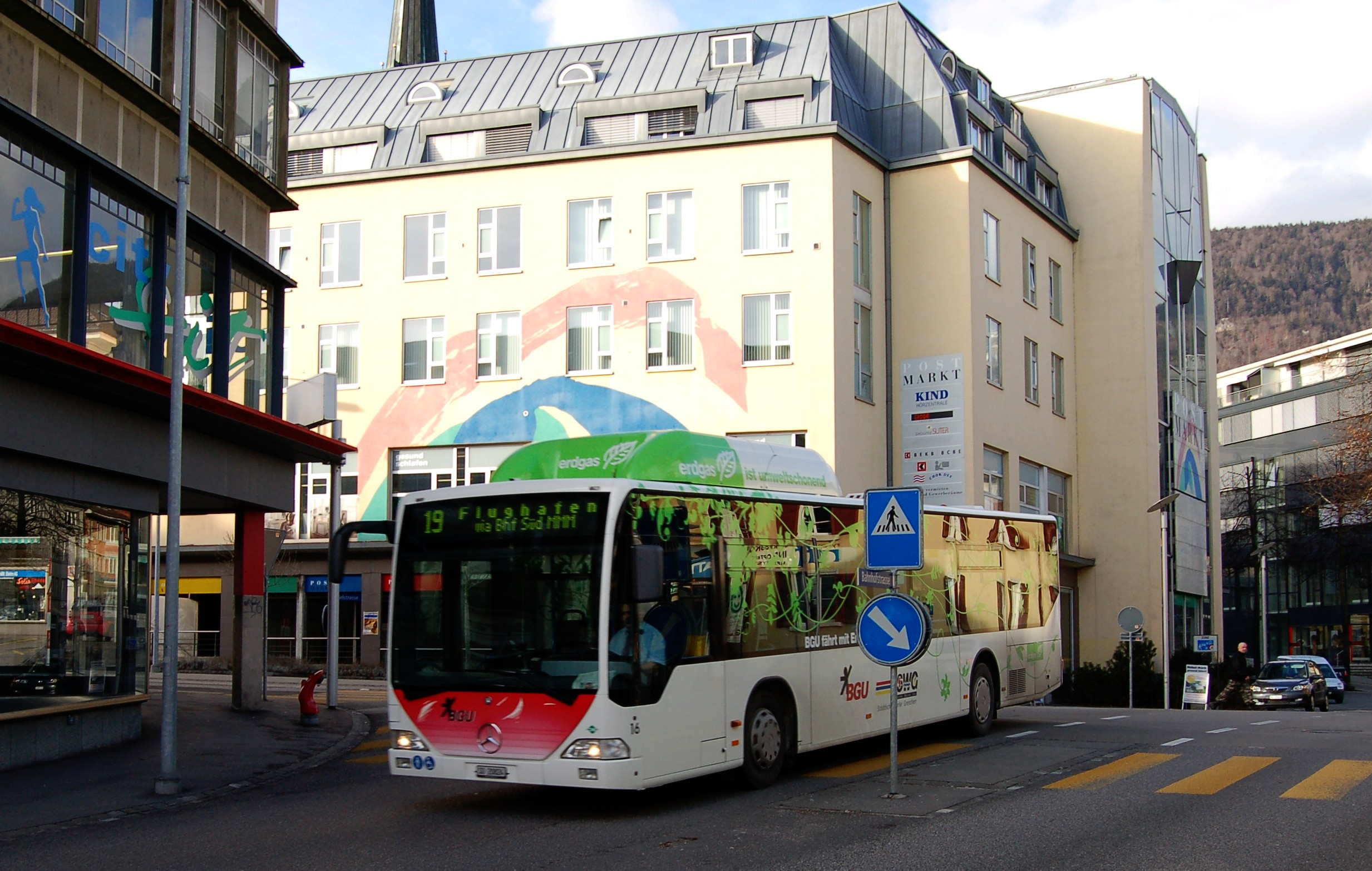
Erdgasbus BGU

Grenchen hat eine grosse und traditionsreiche Uhrenindustrie:
- Breitling SA
- Certina S.A.
- ETA SA Manufacture Horlogère Suisse
- Eterna SA
- Titoni AG
- Fortis Watches AG

Der Uhrenhersteller Nivada wurde im Jahr 1879 in Grenchen gegründet.
Auch einige andere Branchen haben sich in der Stadt niedergelassen.
In Grenchen wurde während einiger Zeit Stadtgas produziert. Vor der Einführung des Erdgases haben die heutigen städtischen Werke ihr Gas aus Kohle und Holz selber gewonnen (Verfahren der Kohlevergasung).

### Verkehr

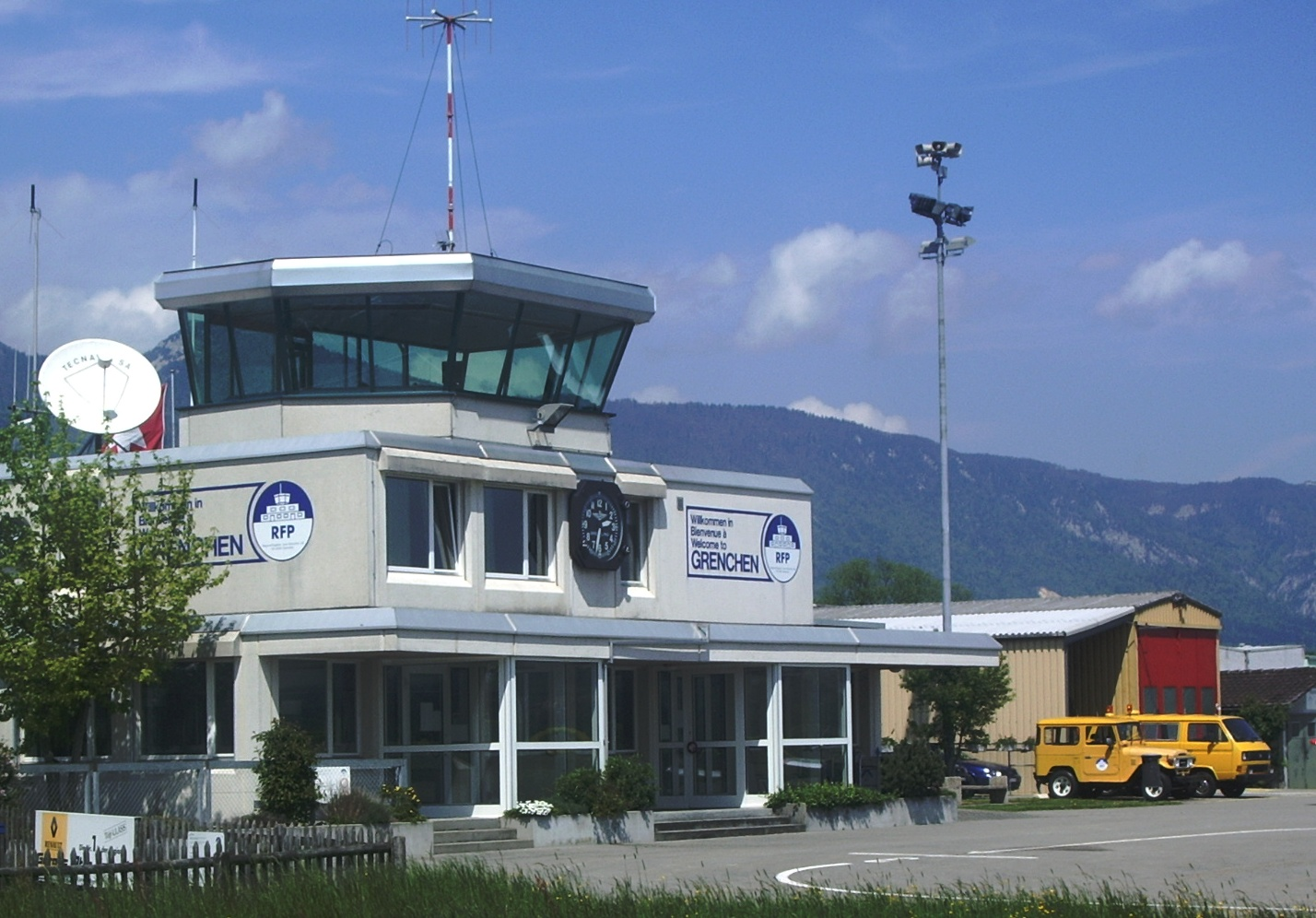
Flughafen

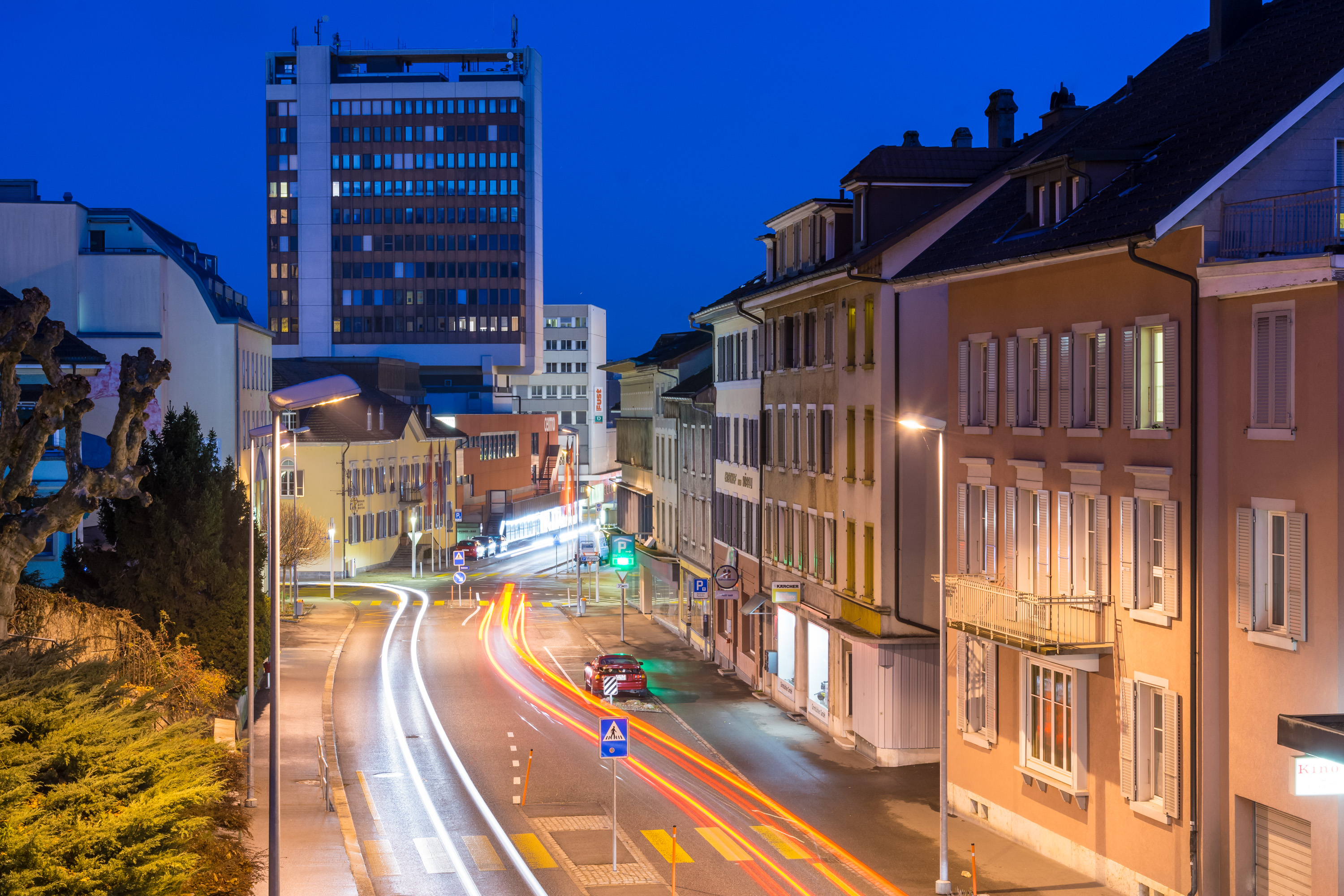
Bielstrasse, Grenchen

Die Stadt Grenchen verfügt in der Ebene zwischen Siedlung und Aare über einen Flughafen. Dort können Waren verzollt werden (IATA-Code ZHI, ICAO-Code LSZG). Er wird vor allem von Privatpiloten und Fallschirmspringern, aber auch vom Geschäftsflugverkehr genutzt und ist eines der wichtigsten Zentren der Schweiz für die Pilotenausbildung. Nicht verbunden mit dem Regionalflughafen ist das benachbarte Funkfeuer GRE einer internationalen Luftstrasse.
Die Autobahn A5 hat einen Anschluss bei Grenchen in unmittelbarer Nähe des Flughafens.

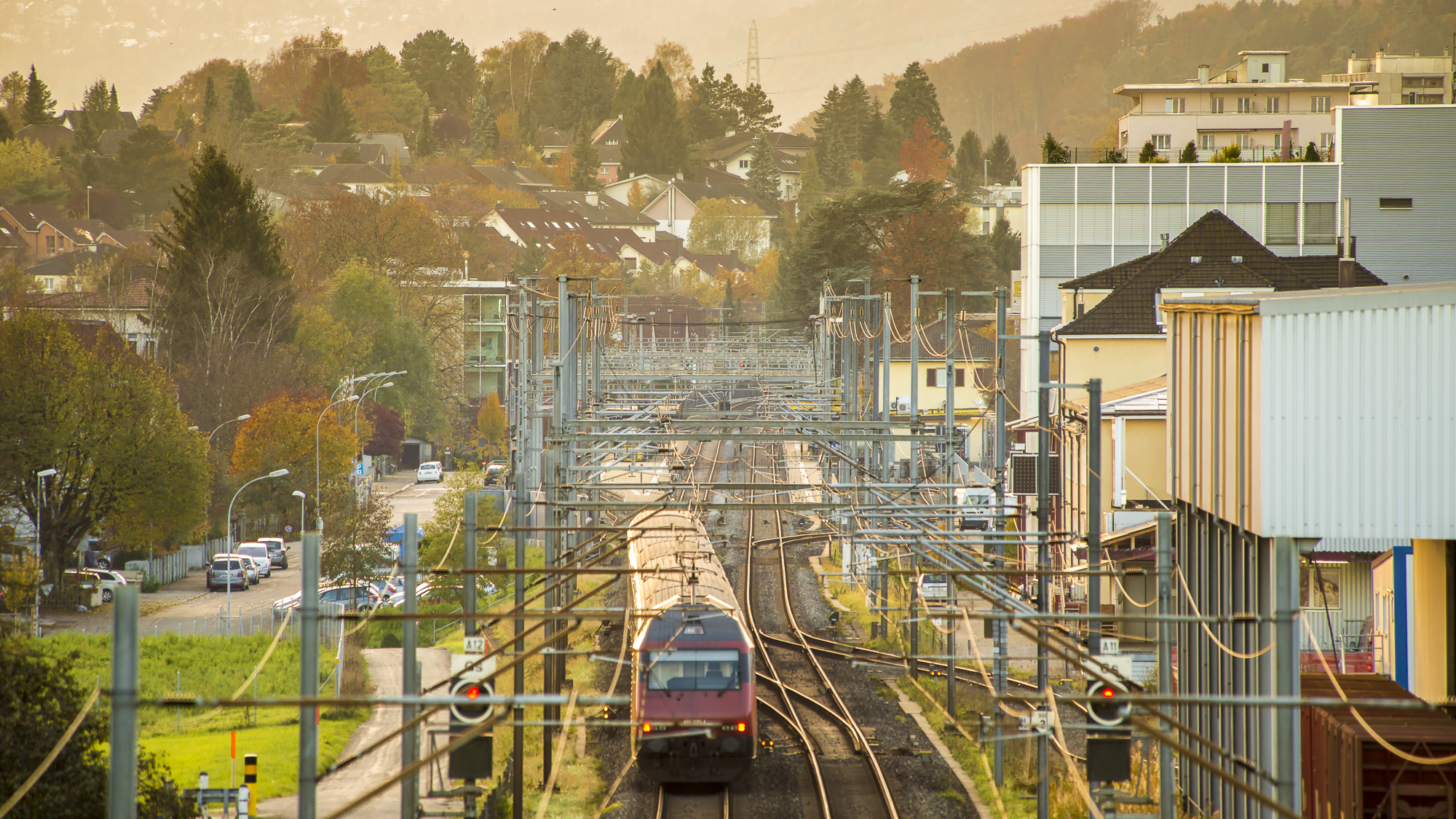
Eisenbahnlinie bei Grenchen Süd

In Grenchen bestehen zwei Bahnhöfe: Grenchen Nord liegt an der Juralinie von Basel nach Biel und Grenchen Süd an der Bahnstrecke Solothurn–Biel/Bienne. Als eine der wenigen Schweizer Städte verfügt Grenchen über zwei Bahnhöfe mit Fernverkehrshalt.
Der Grenchenbergtunnel, ein 8,5 km langer Eisenbahntunnel, wurde zwischen 1911 und 1915 gebaut. Er bietet eine Verbindung zwischen dem Mittelland und Delémont/Basel. Der Tunnelbau führte viele Gastarbeiter, vor allem aus Italien, nach Grenchen in das Baustellendorf Tripoli.
Der lokale und regionale öffentliche Verkehr wird vom Busbetrieb Grenchen und Umgebung gefahren.
Grenchen verfügt über eine Schiffsanlegestelle an der Aare, welche von den Kursschiffen der Bielersee-Schifffahrts-Gesellschaft auf der Aarefahrt Biel–Solothurn bedient wird.

## Gesundheitswesen
Grenchen verfügt über einen Rettungsdienststützpunkt. Die Notfallversorgung wird von einem Team der «Rettung Grenchen» übernommen, dafür stehen zwei Rettungswagen und eine Einsatzambulanz zur Verfügung. In schweren Notfällen werden Helikopter-Transporte mit der Schweizerischen Rettungsflugwacht, meist ins Berner Inselspital, durchgeführt.
Das Spital Grenchen ist seit November 2011 geschlossen. Seitdem führt die Solothurner Spitäler AG in diesen Räumlichkeiten ein ambulantes Gesundheitszentrum.
Das nächste Krankenhaus liegt in Solothurn.

## Kultur und Sehenswürdigkeiten

### Bauwerke

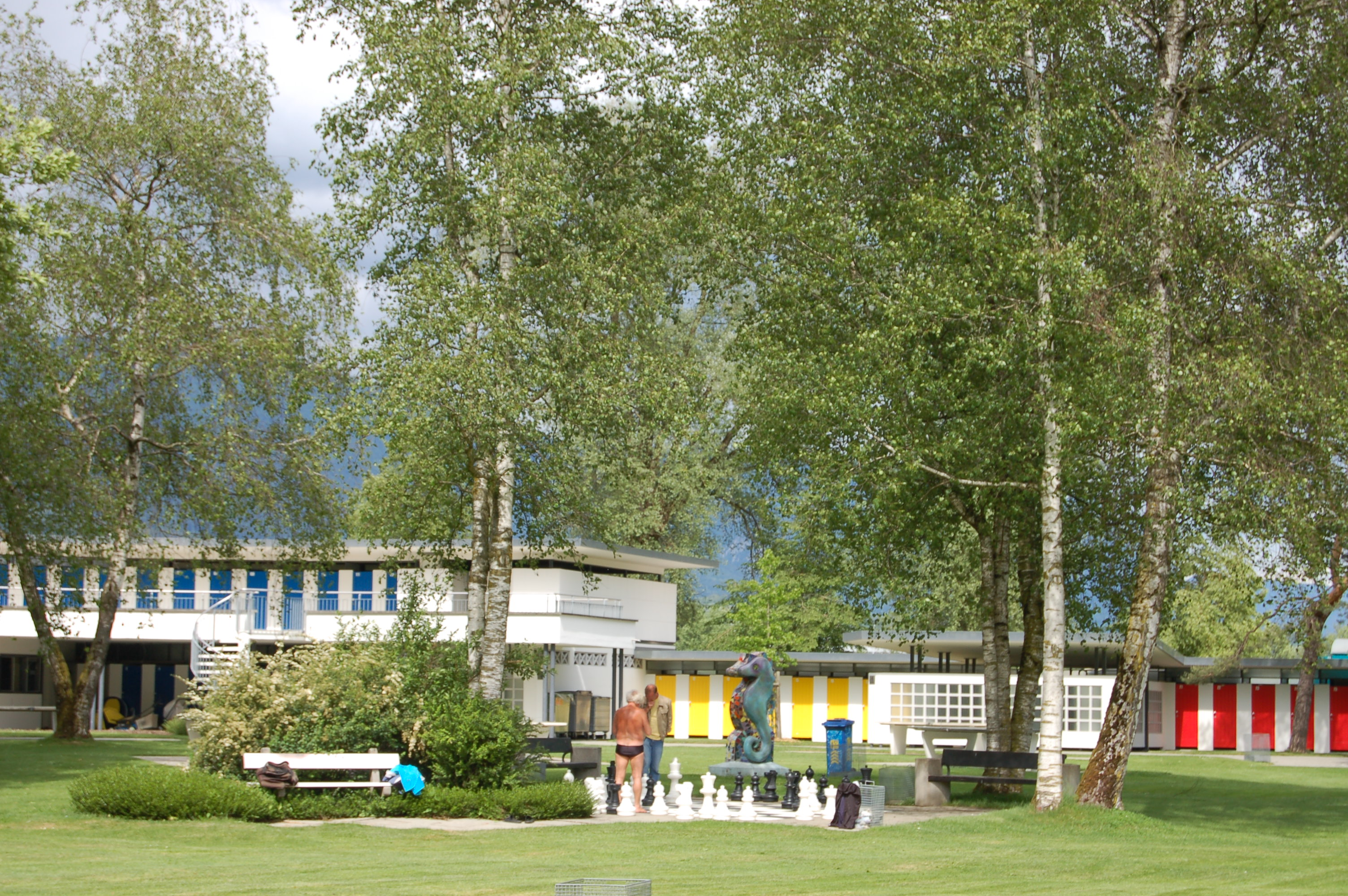
Schwimmbad Wakkerpreisbau

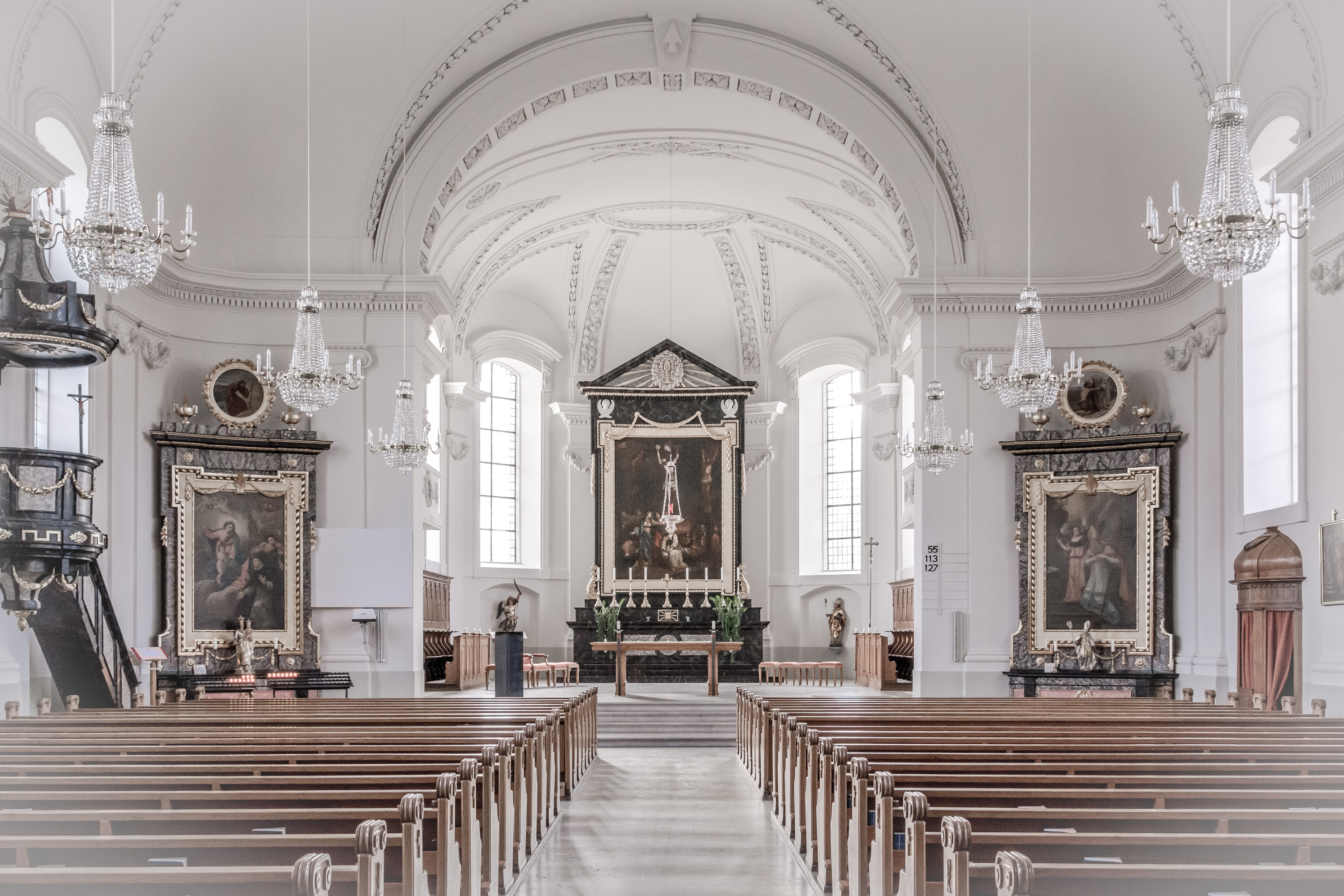
Röm.-kath. St.-Eusebius-Kirche

- Die römisch-katholische Stadtkirche St. Eusebius wurde in den Jahren 1807 bis 1812 im klassizistischen Stil erbaut und am 4. Oktober 1812 durch den Bischof von Lausanne, Joseph-Antoine (Maxime) Guisolan, eingeweiht.[31] Der Entwurf geht wahrscheinlich auf Niklaus Purtschert zurück.[31] Anlässlich der Aussenrenovation in den Jahren 1961 bis 1968 wurde unter anderem der Turm mit dem neuen Turmhelm verstärkt und die Taufkapelle auf der Westseite der Kirche angebaut. Das Geläute weist eine Besonderheit auf. Anders als bei den meisten Kirchen werden die Viertelstunden nicht mit einem aufeinanderfolgenden Zweiklang geschlagen, sondern es ertönen jeweils unterschiedliche Melodien (Viertonmelodien).[31]
- Die Kapelle Allerheiligen (lokal auch als «Chappeli» bezeichnet) steht auf einer Anhöhe nordwestlich der Stadt und wurde als Wallfahrtskapelle errichtet.[32] Die heutige Kapelle wurde 1682/1683 erbaut und enthält eine reichhaltige barocke Ausstattung.[33] Bei einer Renovation im Jahre 1864 kam das Gemälde Solothurner Madonna von Hans Holbein dem Jüngeren aus dem Jahr 1522 zum Vorschein. Es befindet sich heute im Kunstmuseum Solothurn.
- Im Weiler Staad steht die 1715 erbaute Kapelle St. Niklaus.[34] Die Kapelle wurde 1980/81 erweitert. Die Kapelle verfügt über einen gotischen Flügelaltar aus dem Jahr 1522.[35]
- Die christkatholische Kirche St. Peter und Paul wurde im Jahr 1902 eingeweiht.[36]
- Die evangelisch-reformierte Zwinglikirche wurde 1922–1923 nach Plänen von Karl Indermühle im neuromanischen Stil erbaut und 1924 eingeweiht.[37][38]
- In Grenchen, als erst seit der Industrialisierung entscheidend herangewachsene Stadt, stehen einige wertvolle Gebäude aus dem 19. und der ersten Hälfte des 20. Jahrhunderts.

2008 erhielt Grenchen den Wakkerpreis des Schweizerischen Heimatschutzes (SHS). Gewürdigt wurden der respektvolle Umgang mit den zahlreichen Bauten der Nachkriegszeit, die sorgsame Weiterentwicklung der Stadt und die vielfältigen Aufwertungen des öffentlichen Raumes. Dazu zählen die Neugestaltung des Marktplatzes und die neue Verkehrsführung, welche das Zentrum mittels Begegnungszone entlastet (siehe Foto oben).

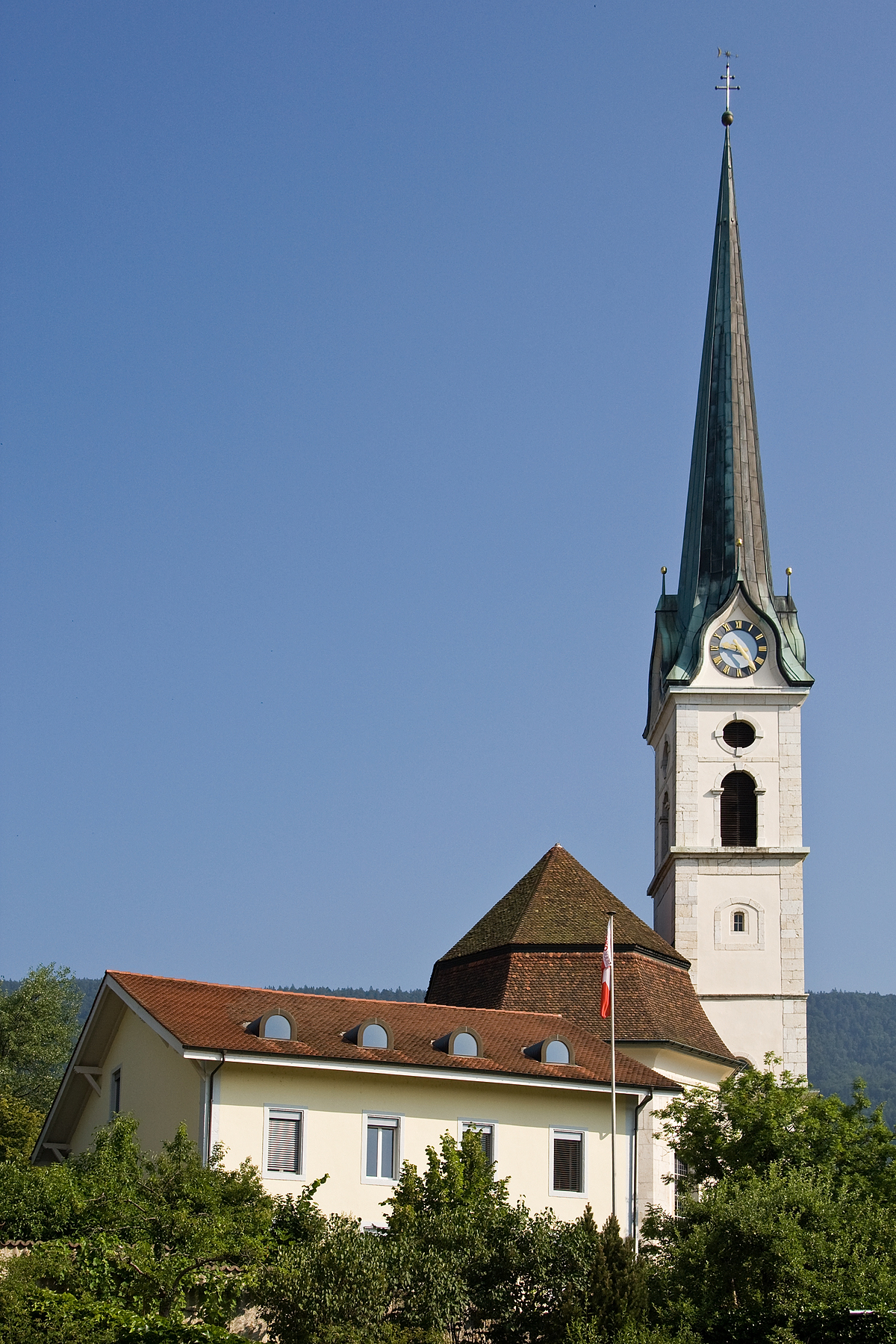
Turm der Stadtkirche St. Eusebius
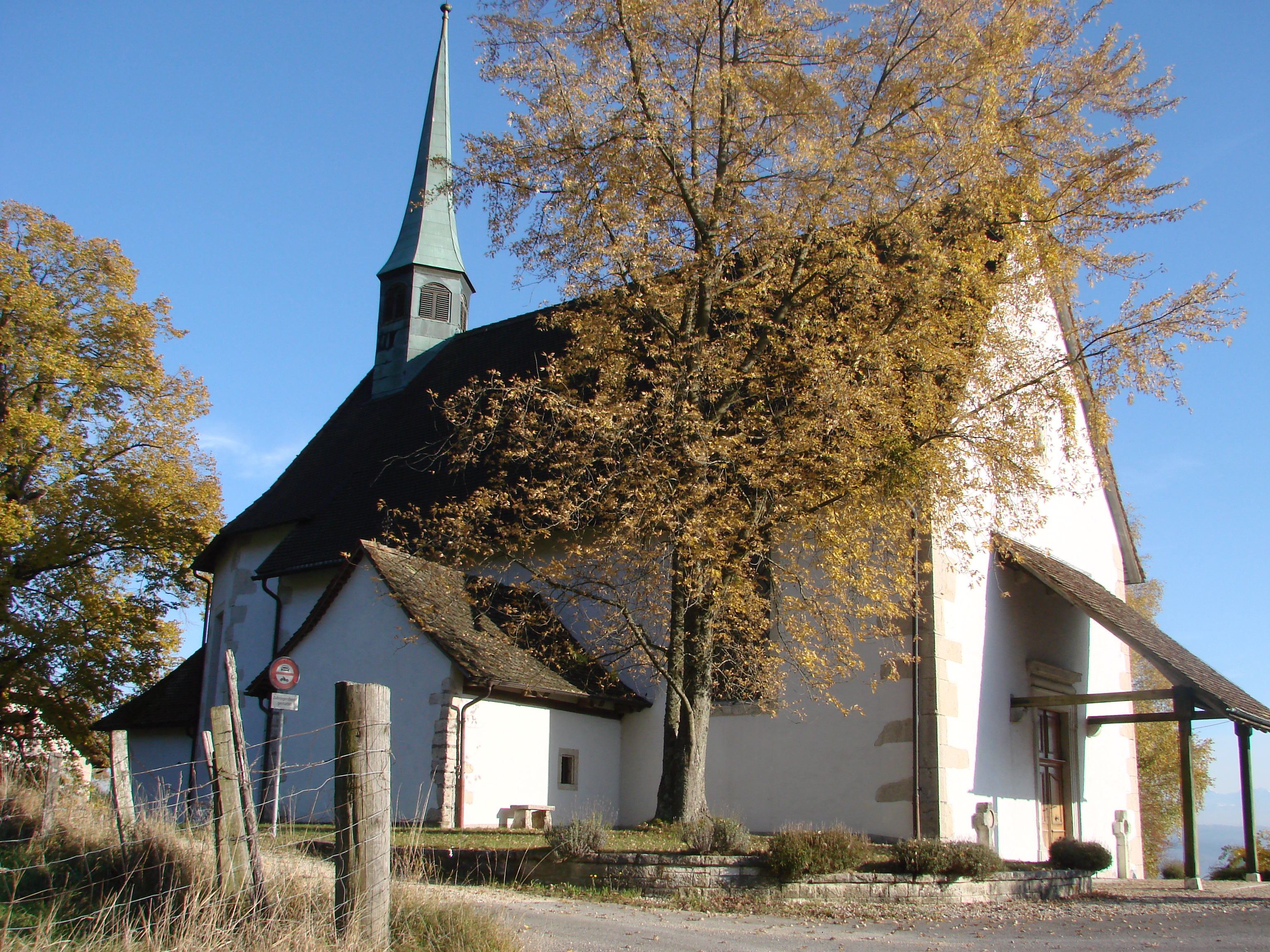
Allerheiligenkapelle
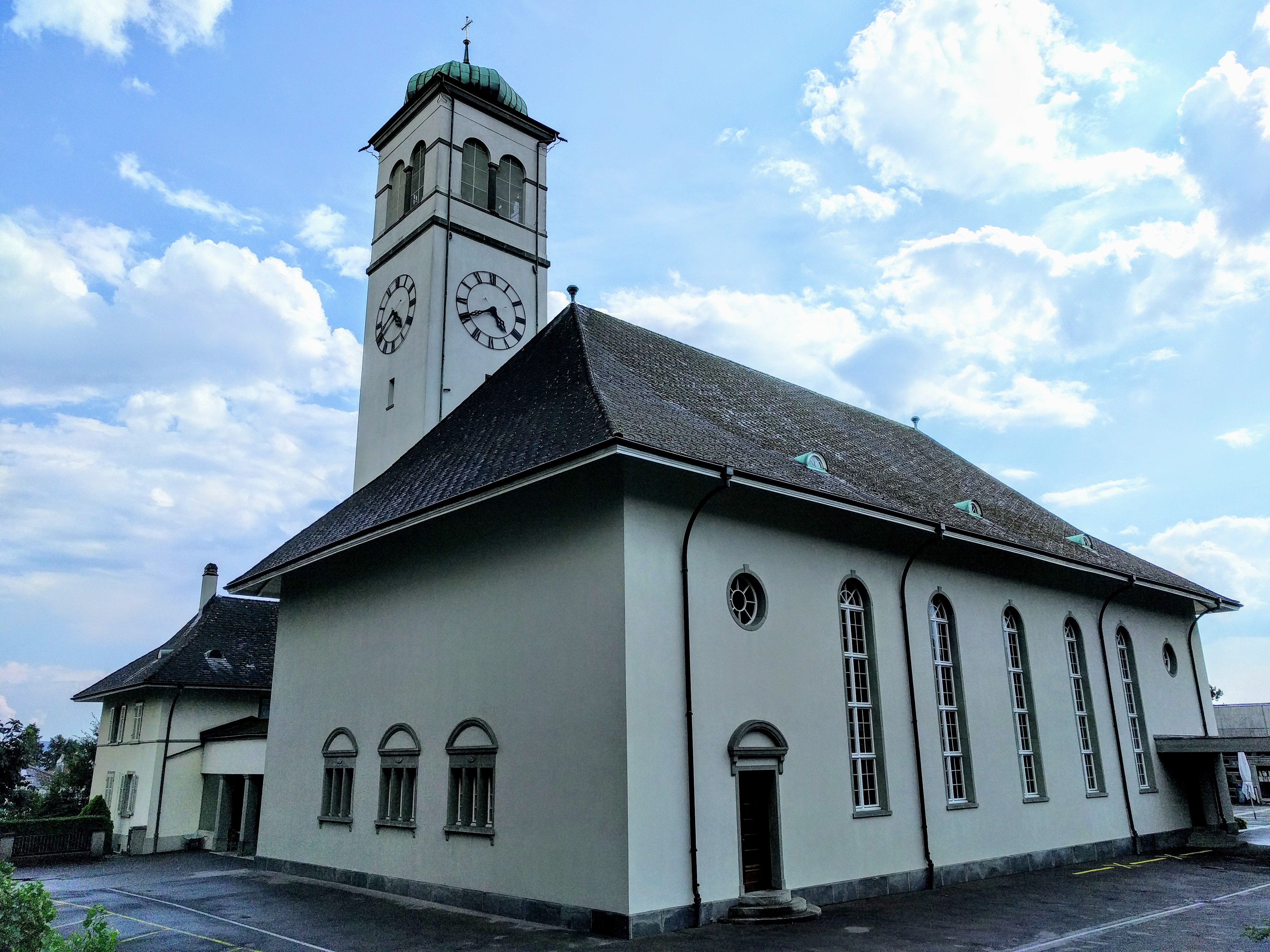
Zwinglikirche
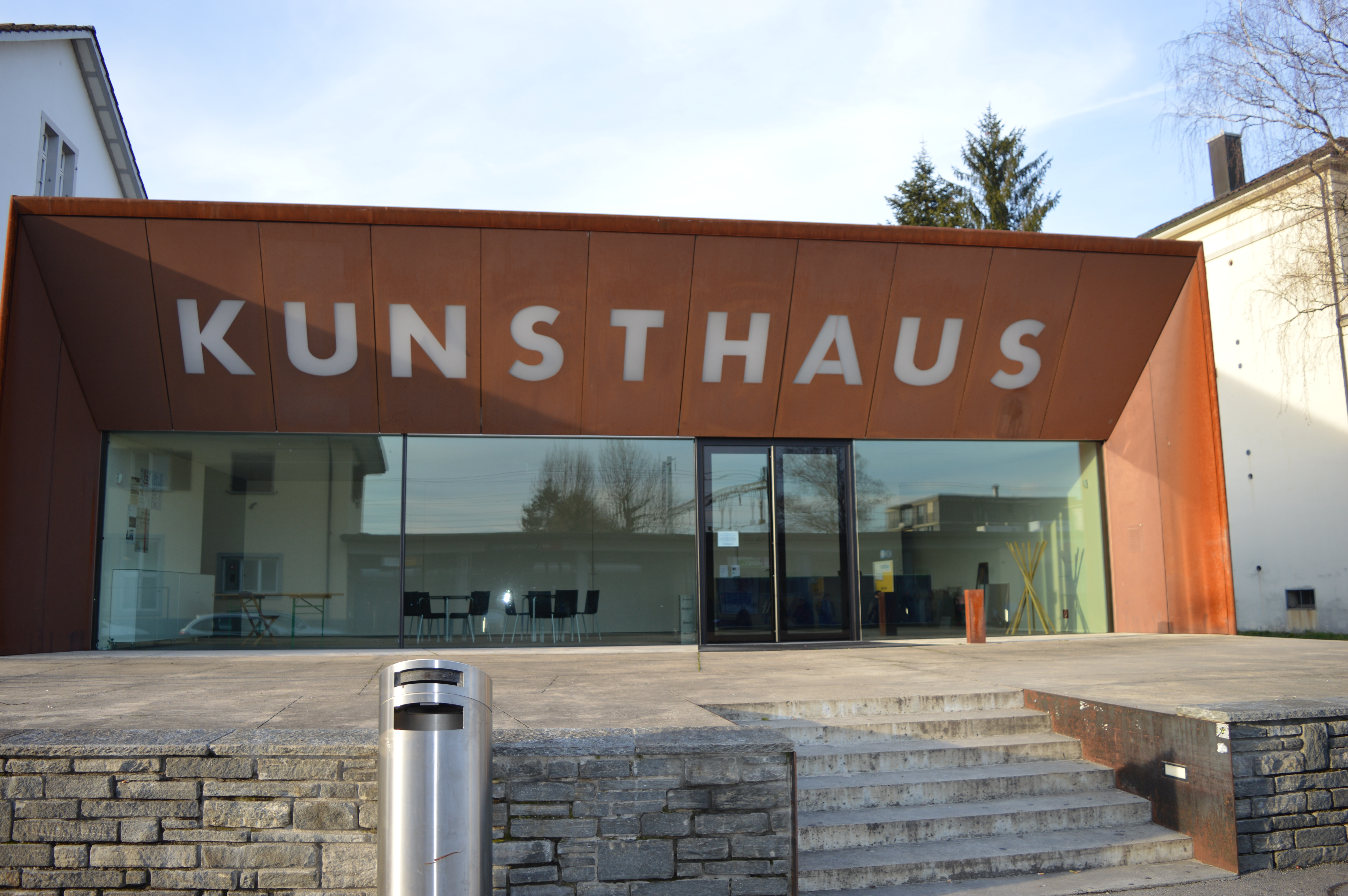
Kunsthaus
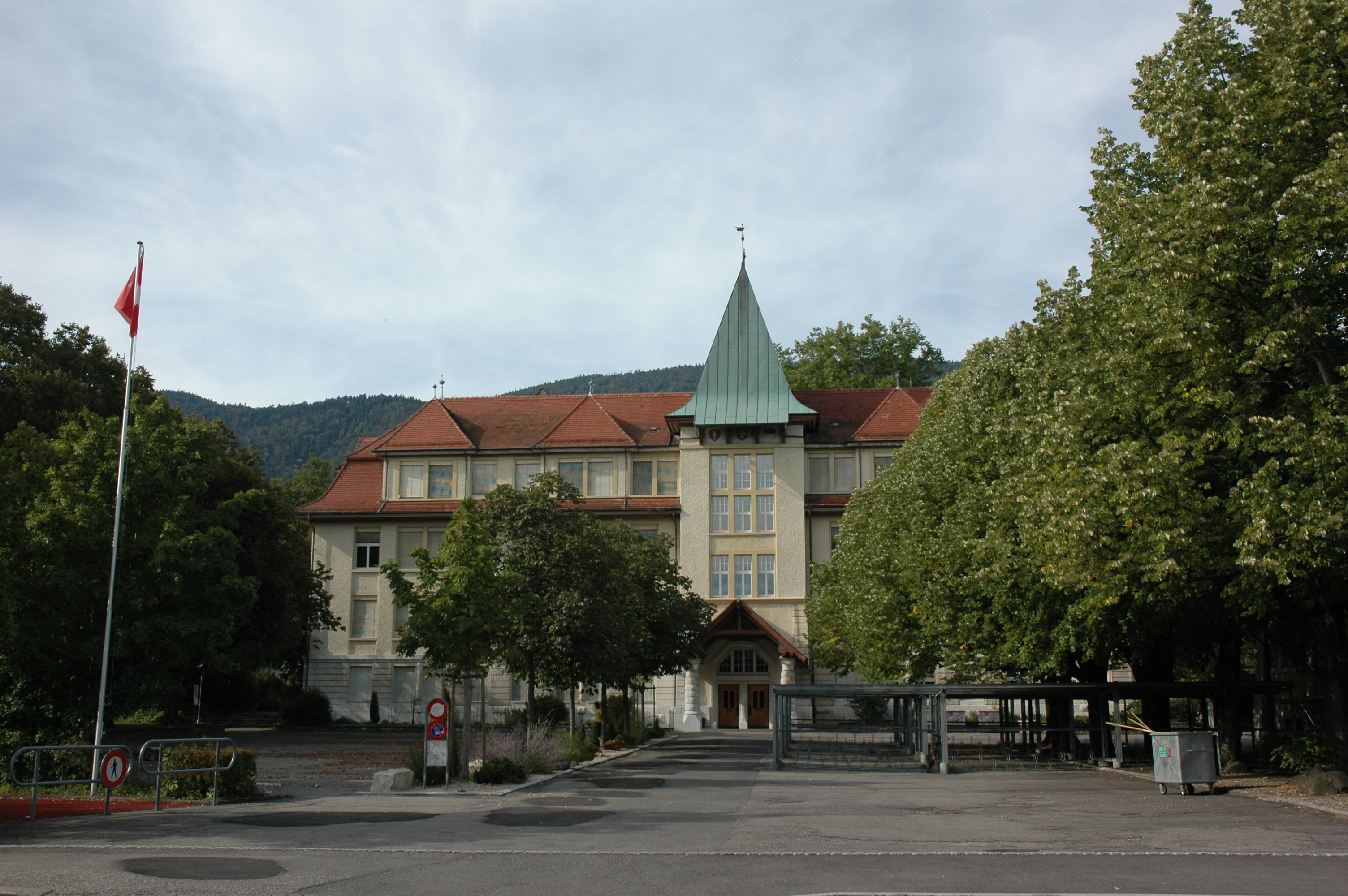
Schulhaus III
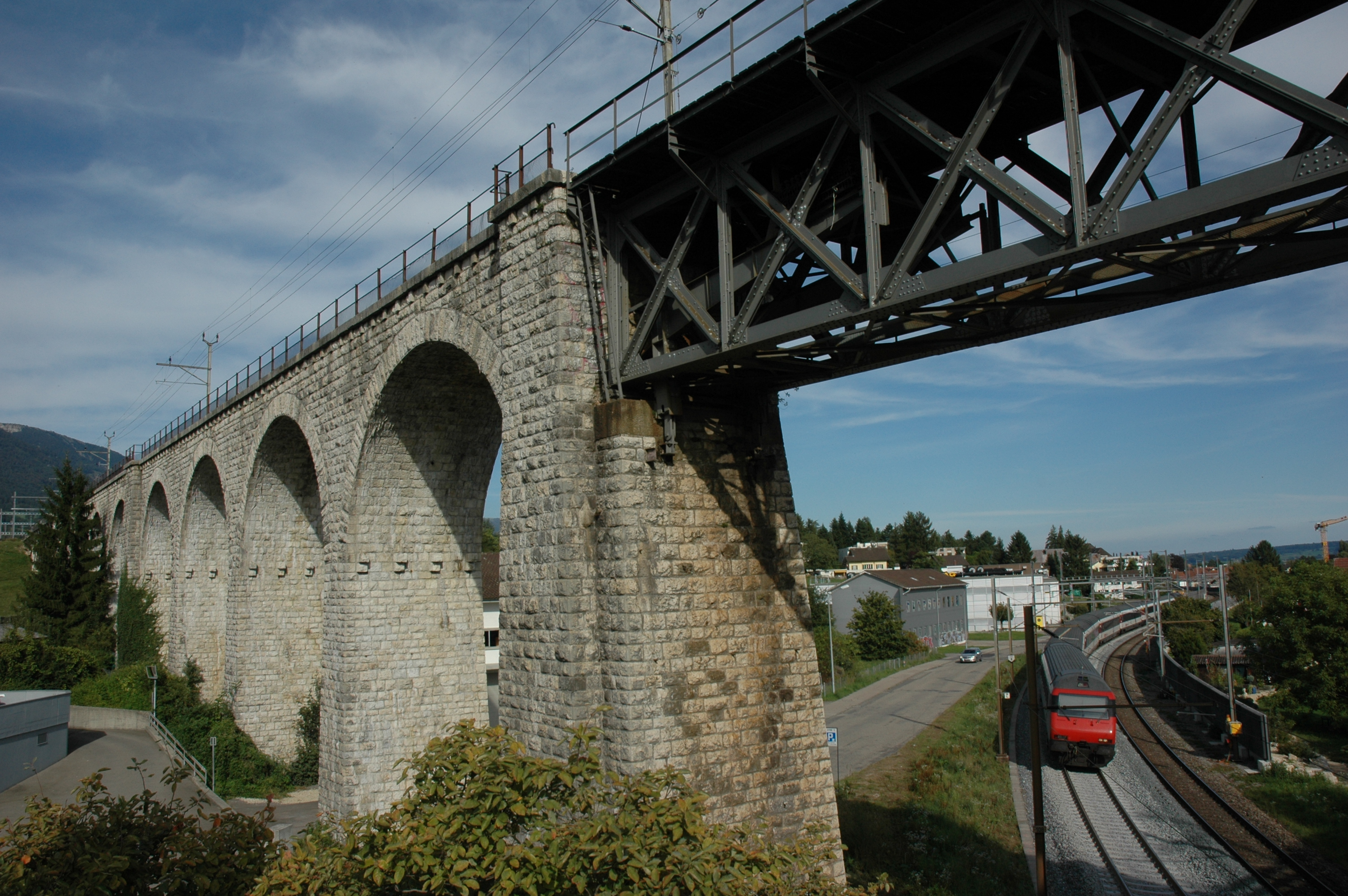
Eisenbahnviadukt (Jurabahnlinie)
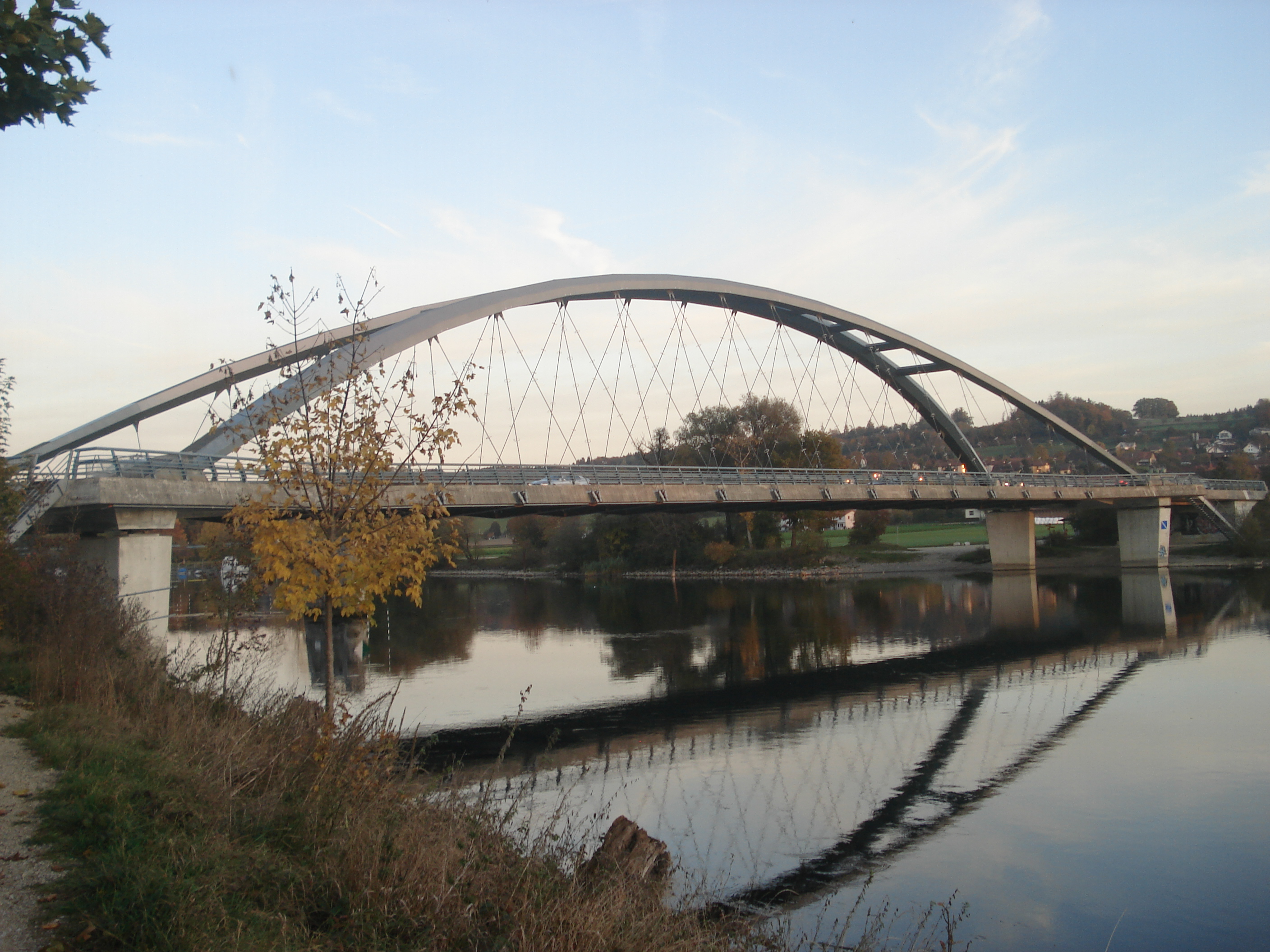
Aarebrücke Grenchen–Arch

### Museen
Kunsthaus Grenchen: Seit 1984 werden in den historischen Räumen des «Girardhauses» zahlreiche Ausstellungen vorwiegend mit grafischer Kunst gezeigt. Seit 2008 ist auch der moderne Anbau geöffnet.
Seit 1999 beherbergt das ehemalige Rainschulhaus an der «Absyte» das Kultur-Historische Museum Grenchen. Dauerausstellungen zeigen die Geschichte der Stadt und Region Grenchen, wobei der Schwerpunkt auf der Entwicklung der Uhrenindustrie liegt.

### Natur

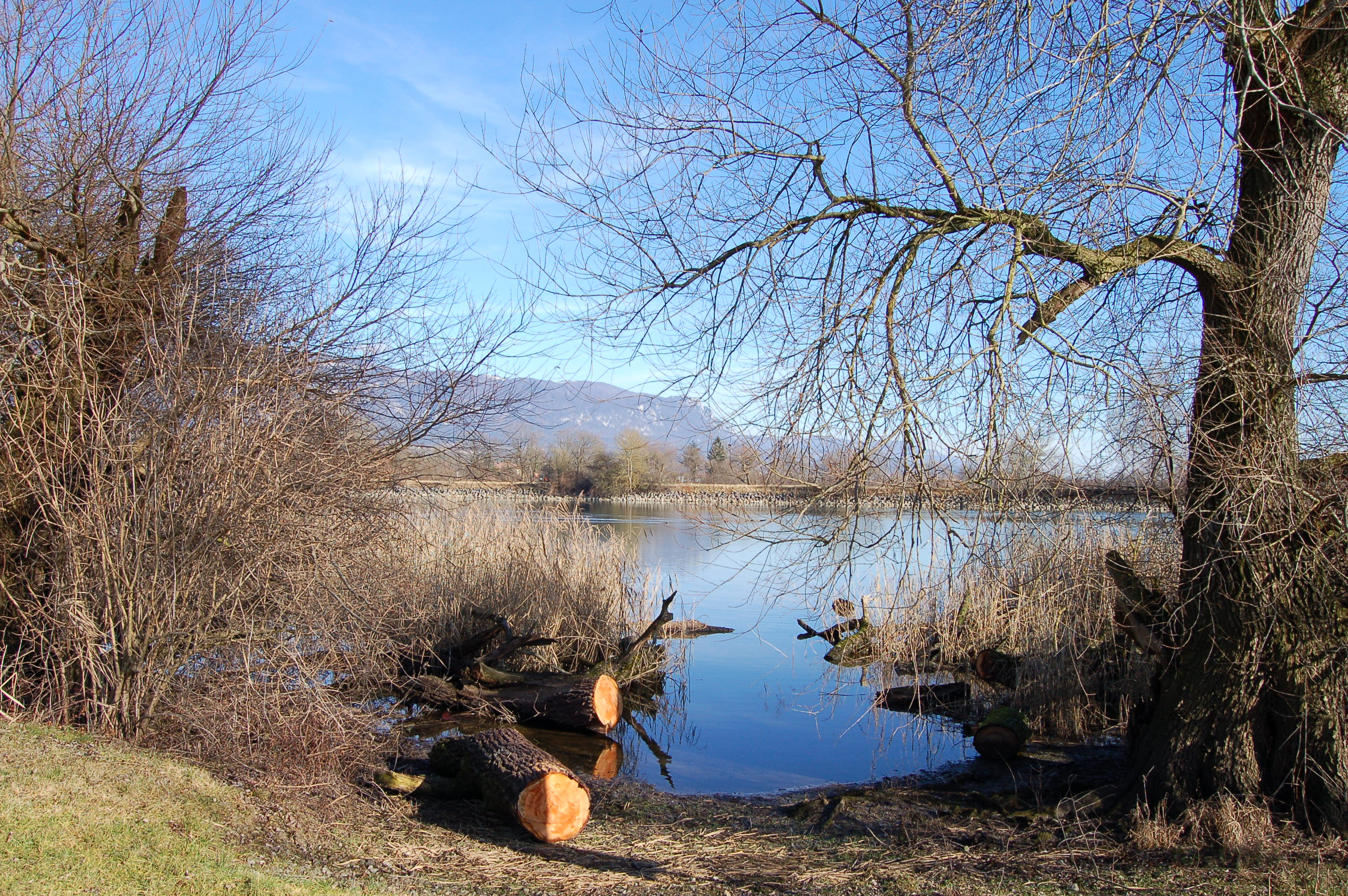
Aarelandschaft

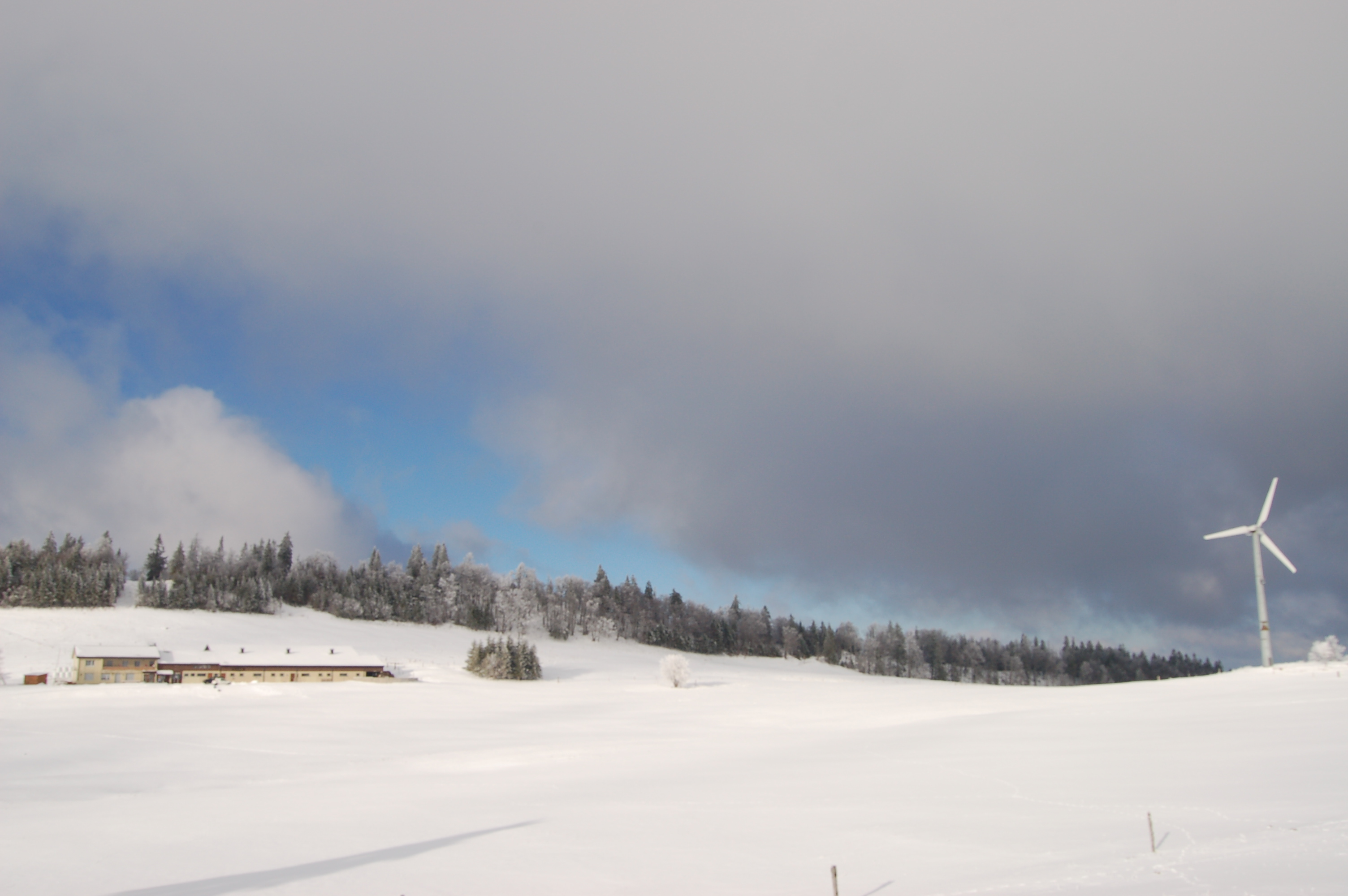
Obergrenchenberg

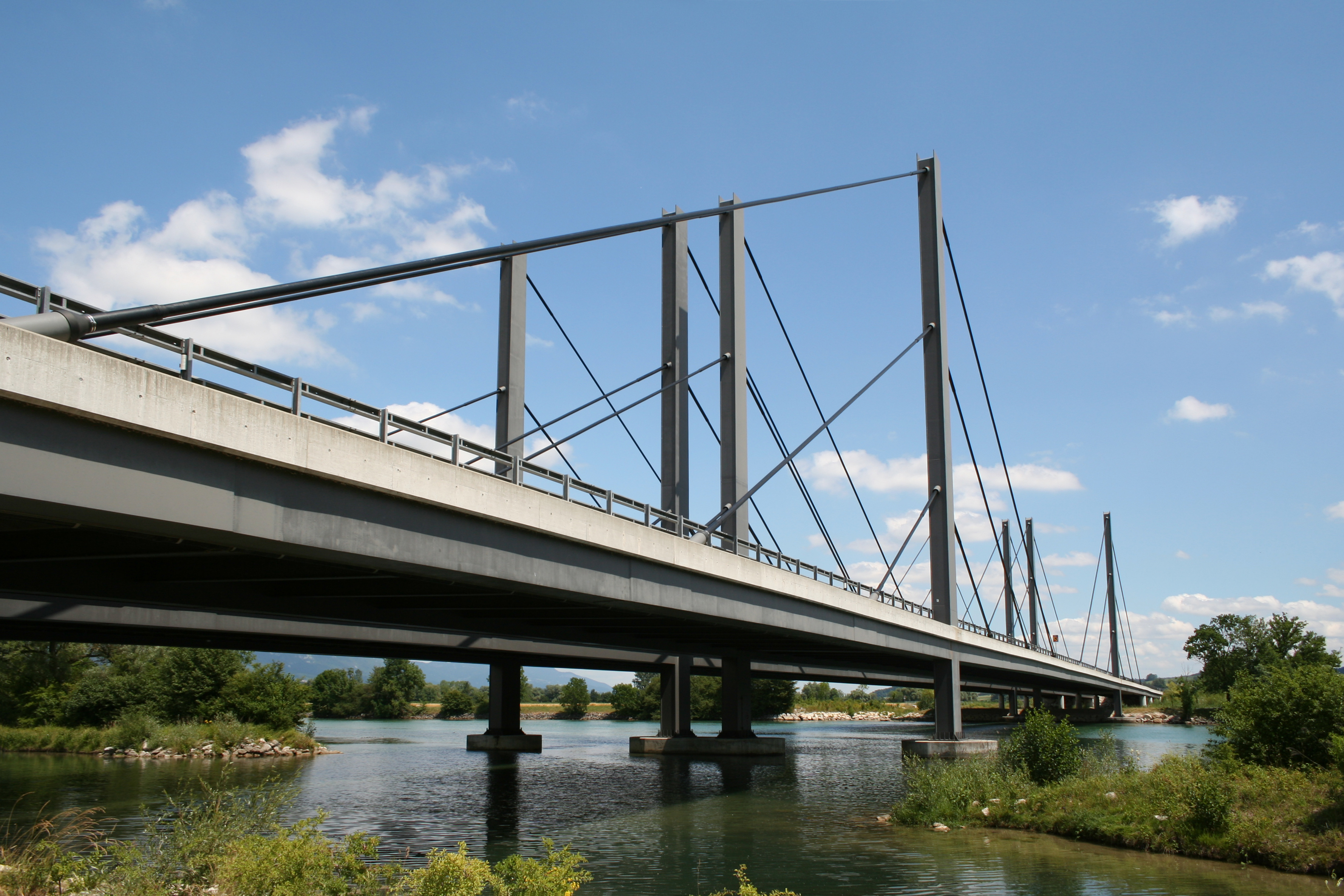
Aarebrücke Autobahn

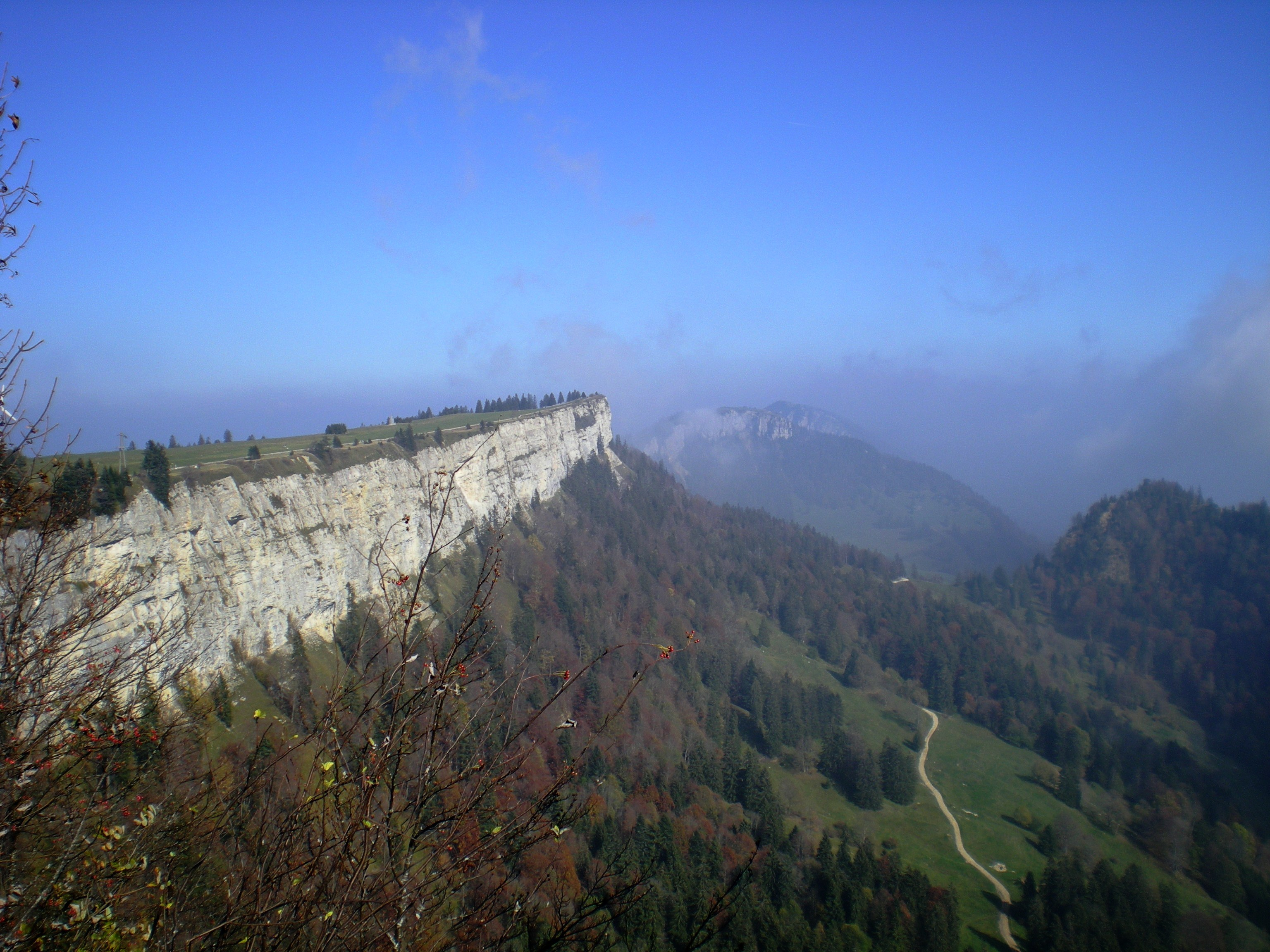
Wandergebiet Grenchenberge mit Wandflue

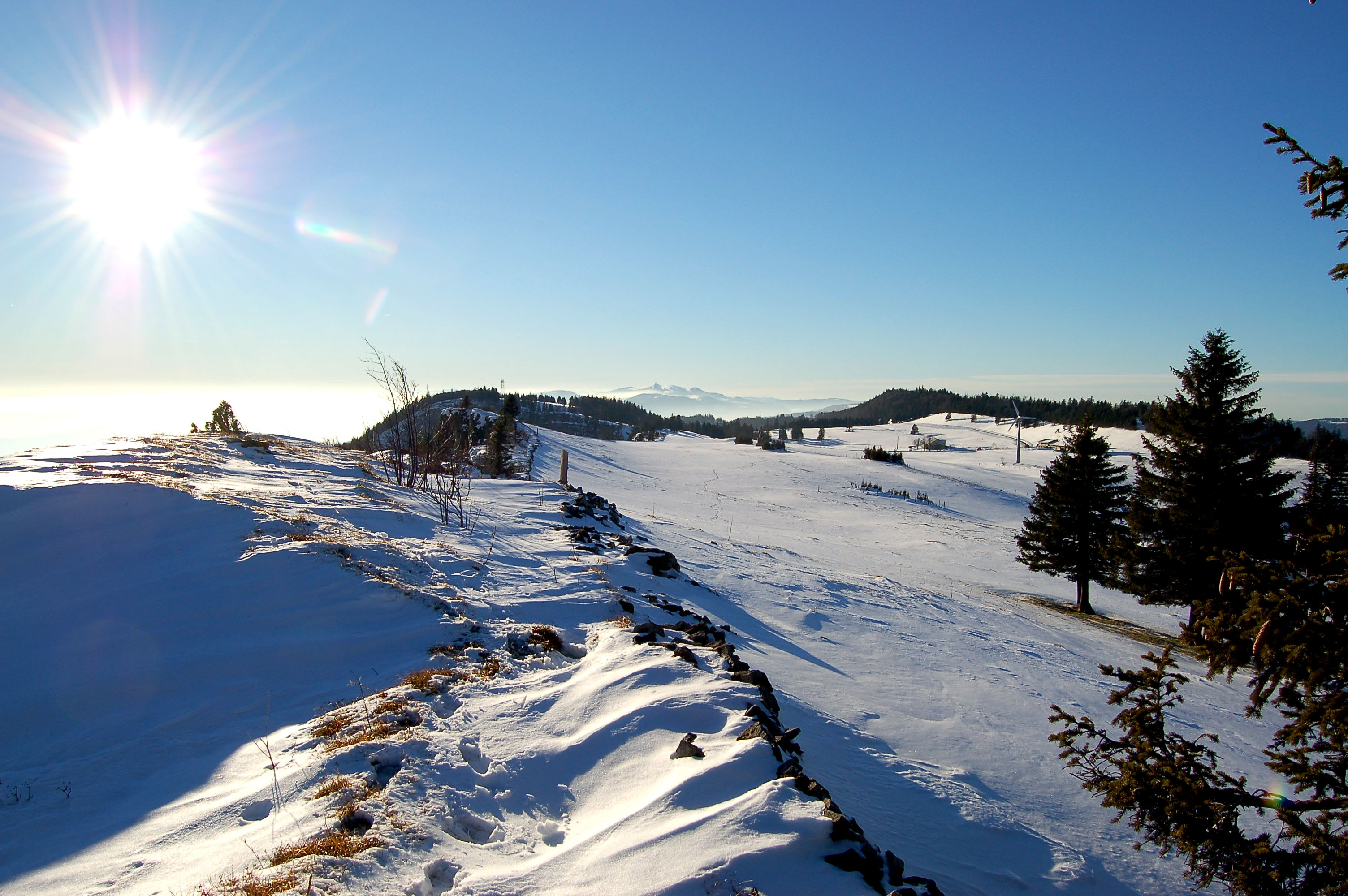
Grenchenberg Richtung Chasseral

Das grosse Naturschutzgebiet Grenchner Witi ist von nationaler Bedeutung. Es beherbergt viele seltene Tierarten, primär Vogelarten (1995 z. B. wurden, einschliesslich der nur vorübergehend anwesenden Zugvögel und der Wasservögel auf der Aare, rund 100 Vogelarten gezählt).
Besuchenswert in der «Witi» ist auch ein historisch-hydrogeologisches Kuriosum. Die in früheren Zeiten natürlich mäandrierende Aare hat auf Grenchner Gebiet nördlich des heutigen Flusslaufs auf der Höhe von Rüti bei Büren (BE) den Rütisack erzeugt. Diese Aareschlaufe ist irgendwann ausgetrocknet, es ist nur noch an einer Stelle Altwasser erkennbar (wo ein ökologisch wertvolles Feuchtgebiet entstanden ist). 1994 hat das Geobotanische Institut der Universität Bern eine pollen-analytische Probebohrung des Rütisack-Altarms untersucht und dabei festgestellt, dass der Beginn von dessen Verlandung frühestens im Mittelalter datiert. Nun ist es so, dass die Ausbuchtung des Rütisacks exakt die südwestliche Ecke der bernisch-solothurnischen Grenze zwischen Lengnau und Grenchen bildet (siehe die Karte oben). Es lässt sich daraus schliessen, dass der Rütisack zur Zeit der Grenzziehung zwischen den beiden damaligen eidgenössischen Ständen wohl noch durchströmt war. Lengnau wurde 1388 bernisch und Grenchen kam 1393 an Solothurn: Mit einiger Wahrscheinlichkeit war also der Rütisack nach 1400, also im Spätmittelalter, noch durchströmt. Für das 17. Jahrhundert spricht das Geographische Institut der Universität Basel von einem Vorrücken des Grindelwald-Gletschers auf einen ersten historischen Höchststand, und zwar über lange 70 Jahre hinweg. Weil die Aare damit auch weniger Wasser führte, hätte z. B. hier eine Möglichkeit zur Verlandung des Rütisacks bestanden. Einer Karte von 1874 ist jedenfalls zu entnehmen, dass er bereits verlandet war (ein Gebäude mitten im vormaligen Flussbett), die 1. Juragewässerkorrektion scheint hier keine Rolle gespielt zu haben.
Eine weitere Auffälligkeit der Grenchner Gemeindegrenze ist die «Umarmung» des Nachbars Bettlach nördlich im Bereich des Jurakamms, die bis zum übernächsten Gemeindeterritorium Selzach hinüber reicht. Es ist offenkundig, dass bei der Ausscheidung des Obergrenchenbergs die Felskante Wandfluh eine Rolle spielte. Dabei bestanden die Grenchner offenbar darauf, dass diese für die Bettlacher eine natürliche Grenze darstellt, während von Westen her der Zugang relativ ungehindert möglich ist. Bemerkenswerterweise berichtet Rainer W. Walter über eine Bären-Episode von Bettlacher Holzhauern um das Jahr 1750, die offenbar auf Grenchner Gebiet oberhalb der Wandfluh Holz fällten – wohl mit Grenchner oder obrigkeitlicher Einwilligung und gegen Entschädigung. Heute befindet sich auf dem Obergrenchenberg nebst einem Restaurant auch der Rotor einer Windkraftanlage.
Strassennamen wie Weinbergstrasse, Rebhalde oder Traubenweg im Norden der Stadt deuten darauf hin, dass einmal ein Grenchner Wein existierte. In den vergangenen Jahren nahm der Weinanbau wieder Fahrt auf. In Staad reift der «Staader» und im Bachtelengebiet der «Bachteler»-Pinot Noir. Der Begriff Schmelzi-Quartier resp. -strasse rührt wohl davon her, dass es dort noch um 1900 eine Schmiede und auch eine Nagel-Schmiede gab.
Der Findlingsgarten Grenchen im Moosbachtal zeigt rund 60 erratische Blöcke, die während der Eiszeit durch Gletscher in die Gegend transportiert wurden.

### Veranstaltungen
Seit 1958 findet in Grenchen die Internationale Triennale für Originaldruckgrafik statt. Sie gilt weltweit als älteste Ausstellung für Originaldruckgrafik und wird alle drei Jahre durchgeführt. Ein Rahmenprogramm zeigt die neuesten Tendenzen auf dem Gebiet der Originaldruckgrafik. Daneben finden Sonderausstellungen und Publikumsaktionen statt.
Die MIA (Mittelländer Ausstellung) ist eine Publikumsmesse mit jeweiligen Spezialthemen und Rahmenprogramm sowie Rummelmarkt. Sie findet jährlich statt. Weitere traditionelle Anlässe sind die Internationale Musikwoche, der Internationale Zauberkongress und der Uhrencup.
Grenchen hat verschiedene Theaterbühnen. Der Saal des Parktheaters dient dabei als Bühne für grössere Vorführungen. Daneben gibt es das Kleintheater, die Schopfbühne und zweijährliche Freilichtspiele. Zudem existieren die Gesamtschule für Theater (GTG) sowie ein Theateratelier.
2021 fand in Grenchen das 1. Schweizer Krimifestival statt, bei dem der erste Schweizer Krimipreis des Vereins Krimi Schweiz – Verein für schweizerische Kriminalliteratur vergeben und das nationale Schweizer Krimiarchiv eröffnet wurden.

## Sport
Bekanntester Fussballverein ist der FC Grenchen, der im Stadion Brühl spielt, das am südlichen Stadtrand liegt.
Der Uhrencup ist ein internationales Fussballturnier, das seit 1962 (mit Unterbrüchen) jährlich im Juli in Grenchen (vereinzelt in Biel) als Saisonvorbereitungsturnier ausgetragen wird und als das bedeutendste Fussballturnier in der Schweiz gilt. 2023 konnte der Uhrencup aufgrund der Sponsorensituation nicht durchgeführt werden.
Neben dem Fussballverein existiert unter anderem auch der SHC Grenchen-Limpachtal, welcher in der höchsten Schweizer Streethockey-Liga mitspielt und am 28. April 2014 den Schweizer Cup-Wettbewerb gewann.
Im April 2012 erfolgte der Spatenstich für das Velodrome Suisse (seit 2017 Tissot Velodrome). Die Eröffnung fand am 23. Juni 2013 statt. Es handelt sich um die modernste Hallenradrennbahn der Schweiz und das Nationalstadion des Schweizer Radsports. Dort stellte Jens Voigt (Deutschland) am 18. September 2014 einen neuen Stundenweltrekord auf. Während der Europameisterschaften 2015 stellte Anastassija Woinowa (Russland) am 17. Oktober 2015 einen neuen Weltrekord im 500-m-Zeitfahren in 32″794 auf (54,888 km/h). Ein weiterer Weltrekord stellte das niederländische Damen-Team in Grenchen an den Europameisterschaften 2021 im Team-Sprint auf (46″551).
Seit 2013 hat der Schweizerische Radfahrer-Bund (SRB, bekannt unter der Kurzbezeichnung Swiss Cycling), seinen Sitz in Grenchen.

## Medien
In Grenchen erscheint eine Tageszeitung und ein wöchentlicher Anzeiger:
- Grenchner Tagblatt
- Grenchner Stadt-Anzeiger

Die Stadt liegt im Sendegebiet mehrerer regionaler Hörfunk- und Fernsehsender:
- Canal 3
- Radio 32
- TeleBielingue
- TeleBärn
- Tele M1

## Persönlichkeiten
- Franz Joseph Hugi (1791–1855), römisch-katholischer Priester, Geologe und Alpenforscher, geboren in Grenchen
- Giuseppe Mazzini (1805–1872), Kämpfer für die Unabhängigkeit Italiens im 19. Jahrhundert, fand während seiner Verfolgung 1835–1836 in Grenchen Zuflucht
- Karl Mathy (1807–1868), badischer Journalist und Politiker, 1837–1840 Bezirksschulleiter in Grenchen, führendes Mitglied der Frankfurter Nationalversammlung, 1866–1868 Präsident des Staatsministeriums und Regierungschef des Grossherzogtums Baden
- Giovanni Domenico Ruffini (1807–1881), englisch-italienischer Politiker und Schriftsteller, flüchtete mit Mazzini nach Grenchen und verarbeitete seine Zeit in der Stadt in seinem 1867 erschienenen Buch A quiet nook in the Jura (deutsch 1938: Aus der grossen Zeit des Grenchenbades)
- Peter Vogt (1822–1886), Förster, Kantons- und Regierungsrat
- Marian Langiewicz (1827–1887), polnischer General und Unabhängigkeitskämpfer, 1863 in das Grenchner Bürgerrecht aufgenommen
- Urs Schild-Rust (1829–1888), Uhrenfabrikant, Kantons- und Nationalrat
- Adolf Schild (1844–1915), Uhrenfabrikant, führende Persönlichkeit der Grenchner Christkatholiken im Kulturkampf, Gemeinde-, Kantons- und Verfassungsrat
- Robert Luterbacher (1846–1912), Mitbegründer der SP des Kantons Solothurn, Gemeindeammann von 1899 bis 1912
- Eusebius Vogt (1849–1917), Kantonsingenieur und Oberingenieur der SBB, Kantonsrat
- Otto Widmer (1855–1932), Begründer des Kinderheims Bachtelen (heute: Sonderpädagogisches Zentrum)
- Alfred Kurth (1865–1937), Uhrenfabrikant, Statthalter von 1900 bis 1917
- César Schild (1878–1936), Uhrenfabrikant, Gemeinde- und Kantonsrat
- Hans Enderli (1879–1944), Jurist und Politiker
- Adolf Schild (1879–1972), Uhrenfabrikant, Initiant des Flughafens Grenchen
- Hermann Obrecht (1882–1940), Bundesrat von 1935 bis 1940
- Robert Schild (1890–1967), Uhrenfabrikant, Gemeinde-, Kantons- und Nationalrat
- Max Obrecht (1894–1965), Kantons- und Regierungsrat
- Adolf Furrer (1897–1978), Stadtammann von 1933 bis 1960 und Nationalrat von 1935 bis 1963
- Yehudi Menuhin (1916–1999), Dirigent und Violinist, Ehrenbürger von Grenchen
- Kurt Locher (1917–1991), Direktor der Eidgenössischen Steuerverwaltung
- Hugo Allemann (1921–2011), erster Delegierter des Bundesrats für Konjunkturfragen und Arbeitsbeschaffung, Direktionspräsident der Solothurner Kantonalbank
- Hans-Ulrich Ernst (1924–1980), Maler, Collagist und Zeichner
- Reimar Zeller (1925–2007), deutscher Theologe und Kunsthistoriker
- Walter R. Schluep (1928–2006), Professor für Privat-, Wirtschafts- und Europarecht, Präsident der Schweizerischen Kartellkommission (heute WEKO)
- René Baumgartner (1930–2018), Orthopäde, Hochschullehrer in Münster
- Ernst Thomke (* 1939), Erfinder der Swatch-Uhr
- Boris Banga (* 1949), Stadtpräsident von 1991 bis 2013, ehem. Nationalrat
- Dagobert Cahannes (* 1950), Sportreporter und Stadionsprecher
- Geneviève Lüscher (* 1953), Prähistorikerin, Sachbuchautorin und Wissenschaftsjournalistin, geboren in Grenchen
- Serge Muhmenthaler (* 1953), Fussballspieler und Schiedsrichter, in Grenchen geboren und aufgewachsen
- Victorine Müller (* 1961), Künstlerin (Performance, Skulptur, Video)
- Frank Bangerter (* 1963), Bischof der Christkatholischen Kirche der Schweiz (seit 2024), wohnt in Grenchen
- Mike Müller (* 1963), Schauspieler, geboren in Grenchen
- Alexander Kohli (* 1967), Divisionär, Kommandant der Territorialdivision 2 der Schweizer Armee
- Alex Miescher (* 1968), Sportfunktionär und ehemaliger Leistungssportler, in Grenchen geboren
- Sibylle Baschung (* 1972), Theaterdramaturgin
- Sascha Ruefer (* 1972), Fernsehmoderator
- Sandra Boner (* 1974), Fernsehmoderatorin
- Silvan Aegerter (* 1980), Fussballspieler
- Marco Wölfli (* 1982), Fussballspieler
- Vanessa Bürki (* 1986), Schweizer Fussballerin des Jahres 2006
- Haris Tabaković (* 1994), Fussballspieler
- Tician Tushi (* 2001), Fussballspieler

## Dokumentarfilm
- Karin Berger: Die schweigende Mehrheit – Schweizer Nabelschau in Grenchen. In: SRF 1, DOK vom 12. April 2018 (51 Minuten).